# 河南巡撫
河南巡撫，全称巡撫河南等處地方兼管河道提督軍務，为明朝、清朝设置的负责河南地区的巡撫職位。

## 沿革
- 宣德五年，建制，轄區包括河南布政司。
- 宣德六年，罷。
- 宣德十年正月，恢復，同年七月再次罷免。
- 正統十四年四月，恢復，轄區包括河南布政司全部，及北直隸的真定府、保定府、河間府、大名府等；以及襄陽府、黃州府與河南交界地[1]。
- 景泰元年，因北直隸巡撫設立，真定府、保定府、河間府、大名府等改屬。同年，黃州府別屬湖廣巡撫。
- 天順元年，罷免。
- 天順六年，因水災恢復建制。
- 成化元年，分離荊襄撫治，襄陽府、南陽府別屬鄖陽巡撫。
- 成化二年，罷免。
- 成化八年，河南連年災傷人民疲敝，宜仍舊例遣官巡撫，恢復建制。又因荊襄撫治罷免，其轄區南陽府、襄陽府、荊州府、德安府歸屬。
- 成化十二年，因恢復鄖陽巡撫，荊州府、襄陽府、鄖陽府以及南陽府的南陽縣、汝州、唐縣、鄧州等別屬鄖陽巡撫。德安府別屬湖廣巡撫。
- 正德二年，罷免。
- 正德五年，恢復建制。
- 嘉靖、隆慶年間，稱右副都御史巡撫河南。
- 萬曆三十年四月起由河南巡按御史代理巡撫。
- 萬曆三十三年九月復派專任巡撫。
- 崇禎十年，分出安慶巡撫，汝寧府的光州、光山縣、固始縣、羅山縣等別屬。
- 崇禎十五年，安慶巡撫撤銷，以上州縣歸屬河南巡撫。
- 崇禎十七年，二月河南大部為闖軍淪陷。

## 歷任巡撫

### 明朝（宣德～正德年間）
| 姓名                           | 生卒年        | 字   | 籍贯             | 出任年                 | 卸任年                 | 备注 |
| ------------------------------ | ------------- | ---- | ---------------- | ---------------------- | ---------------------- | --- |
| 明朝宣德五年二月始設河南巡撫。 |               |      |                  |                        |                        | |
| 許廓                           | 1376年—1432年 | 文超 | 河南襄城         | 宣德五年（1430年）     | 宣德五年（1430年）     | 號許之。二月以行在工部左侍郎上任，十二月升為行在兵部尚書。                                                                        |
| 于謙                           | 1398年—1457年 | 廷益 | 浙江錢塘         | 宣德六年（1431年）     | 宣德九年（1434年）     | 號節庵。宣德六年正月以兵部右侍郎上任；宣德九年十二月召回京。                                                                      |
| 王佐                           | 1384年—1449年 | 孟輔 | 山東海豐         | 宣德十年（1435年）     | 宣德十年（1435年）     | 宣德十年正月以戶部右侍郎鎮守河南；秋七月召回京，調戶部左侍郎。                                                                    |
| 李奎                           | 1389年—1457年 | 文曜 | 江西弋陽         | 正統十四年（1449年）   | 正統十四年（1449年）   | 正統十四年三月以大理寺左寺丞上任，秋七月升大理寺右少卿。                                                                          |
| 王來                           | 1395年—1470年 | 原之 | 浙江慈谿         | 正統十四年（1449年）   | 景泰元年（1450年）     | 十四年八月由河南左布政使升任；景泰元年秋九月升貴州總督軍務右都御史。                                                              |
| 王暹                           | 1394年—1464年 | 景暘 | 浙江山陰         | 景泰元年（1450年）     | 景泰五年（1454年）     | 景泰元年冬十月以都察院右副都御史上任；景泰五年春正月致仕。                                                                        |
| 江淵                           | 1400年—1473年 | 時用 | 重慶江津         | 景泰五年（1454年）     | 景泰五年（1454年）     | 號定庵，別號竹溪退叟。二月因水災以太子少師、吏部左侍郎兼翰林院學士賑濟撫民，冬十月回京理部事。                                    |
| 王文                           | 1393年—1457年 | 千之 | 北直隸祁州束鹿   | 景泰五年（1454年）     | 景泰六年（1455年）     | 號簡齋，原名王强。十一月以吏部尚書、東閣大學士遙領印務，隔年三月卸。                                                              |
| 馬謹                           | 1371年—1466年 | 守禮 | 北直隸新樂       | 景泰六年（1455年）     | 天順三年（1459年）     | 景泰六年夏四月自湖廣左布政使加左副都御史銜升任；天順三年三月致仕，遂罷巡撫職。                                                    |
| 賈銓                           | 1388年—1467年 | 秉鈞 | 北直隸邯鄲       | 天順六年（1462年）     | 成化二年（1466年）     | 天順六年十二月因河南水、旱災頻，以都察院左副都御史、山東巡撫賈銓兼撫河南；成化二年二月還理院事。                                  |
| 王恕                           | 1415年—1508年 | 宗貫 | 陝西三原         | 成化二年（1466年）     | 成化四年（1468年）     | 號介庵，晚號石渠。成化二年三月以河南布政使升為都察院右副都御史，撫治南陽荊襄三府流民；成化四年二月遷南京 刑部左侍郎，再罷巡撫職。 |
| 原傑                           | 1417年—1477年 | 子英 | 山西澤州陽城     | 成化六年（1470年）     | 成化六年（1470年）     | 成化六年三月以戶部左侍郎巡視；十一月奉調賑濟順天、永平、河間三府飢民。                                                            |
| 陳濂                           | 1420年—1474年 | 德清 | 浙江寧波府鄞縣   | 成化八年（1472年）     | 成化八年（1472年）     | 成化八年二月複起丁憂右副都御史陳濂巡撫河南，八月徙北直隸，巡撫京畿八府兼理永平、山海邊務。                                        |
| 楊璿                           | 1416年—1474年 | 叔璣 | 南直隸無錫       | 成化八年（1472年）     | 成化十年（1474年）     | 成化八年九月自右副都御史銜北直隸巡撫調任；成化十年五月卒於任。                                                                    |
| 張瑄                           | 1417年—1494年 | 廷璽 | 南直隸江浦       | 成化十年（1474年）     | 成化十三年（1477年）   | 成化十年六月自右副都御史銜福建巡撫調任；成化十三年八月召理本院事。                                                                |
| 李衍                           | 1421年—1494年 | 文盛 | 北直隸隆慶       | 成化十三年（1477年）   | 成化十六年（1480年）   | 成化十三年九月由江西右布政使、擢右副都御史銜升任；成化十六年秋七月升戶部右侍郎。                                                  |
| 秦紘                           | 1426年—1505年 | 世纓 | 山東單縣         | 成化十六年（1480年）   | 成化十七年（1481年）   | 成化十六年十一月以右僉都御史銜山西巡撫調；成化十七年三月遷宣府巡撫。                                                              |
| 孫洪                           | 1424年—1488年 | 伯大 | 山東萊州府昌邑   | 成化十七年（1481年）   | 成化十九年（1483年）   | 號君大。成化十七年四月自[[大同巡撫調任；成化十九年三月為周府南淮郡君儀賓劉宣訐奏，下詔獄，後九月得直，旋致仕歸鄉。                |
| 趙文博                         | 1425年—1487年 | 子約 | 山西代州         | 成化十九年（1483年）   | 成化二十二年（1486年） | 成化十九年十月由山東左布政使加右副都御史銜升任；成化二十二年十二月罷官閒住。                                                      |
| 劉城                           | 1423年—1489年 | 廷高 | 江西鄱陽         | 成化二十三年（1487年） | 成化二十三年（1487年） | 成化二十三年正月由廣西右布政使加右副都御史銜升任，九月以疾辭任。                                                                  |
| 楊理                           | 1432年—1491年 | 貫之 | 南直隸山陽       | 成化二十三年（1487年） | 弘治三年（1490年）     | 成化二十三年十月由大理寺左少卿升任；弘治三年二月升工部右侍郎。                                                                    |
| 侯英                           | 1430年—1494年 | 世傑 | 北直隸大名府開州 | 弘治三年（1490年）     | 弘治三年（1490年）     | 號易簡齋。弘治三年三月由廣西右布政使加右副都御史銜升任，九月因考察孝穆皇太后宗支失實也，降四川按察司副使。                        |
| 錢鉞                           | 1438年—1506年 | 大用 | 浙江杭州         | 弘治三年（1490年）     | 弘治四年（1491年）     | 四月自山東巡撫，擢右副都御史上任；弘治四年正月因科道交劾其奔競，調南京光祿寺卿。                                                  |
| 徐恪                           | 1431年—1503年 | 公肅 | 南直隸蘇州府常熟 | 弘治四年（1491年）     | 弘治七年（1494年）     | 二月由河南左布政使、擢右副都御史升任；弘治七年十二月為平樂王朱安泛、義寧王朱安涘相攻訐，後查明，停俸三月調湖廣巡撫。              |
| 韓文                           | 1441年—1526年 | 貫道 | 山西洪洞         | 弘治八年（1495年）     | 弘治八年（1495年）     | 弘治八年正月自湖廣巡撫調任，十二月調升戶部右侍郎。                                                                                |
| 陳道                           | 1436年—1504年 | 德修 | 南直隸盱眙       | 弘治九年（1496年）     | 弘治十二年（1499年）   | 一字德政，號南山。弘治九年正月由陝西左布政使、擢右副都御史升任；弘治十二年九月調升刑部右侍郎。                                    |
| 鄭齡                           | 1440年—1502年 | 夢齡 | 江西弋陽         | 弘治十二年（1499年）   | 弘治十五年（1502年）   | 弘治十二年十月由四川左布政使升任；弘治十五年六月卒於任。                                                                          |
| 孫需                           | 1448年—1524年 | 孚吉 | 江西德興         | 弘治十五年（1502年）   | 弘治十七年（1504年）   | 弘治十五年七月由江西左布政使升任；弘治十七年閏四月遷陝西巡撫。                                                                    |
| 韓邦問                         | 1442年—1530年 | 大經 | 湖廣襄陽         | 弘治十七年（1504年）   | 正德元年（1506年）     | 號宜庵。弘治十七年五月自江西巡撫調任；正德元年二月調遷南京大理寺卿。                                                              |
| 陶琰                           | 1449年—1538年 | 廷信 | 山西絳州         | 正德元年（1506年）     | 正德二年（1507年）     | 正德元年二月由山東左布政使升任；正德二年夏四月調遷刑部右侍郎。                                                                    |
| 鄧庠                           | 1447年—1524年 | 宗周 | 湖廣宜章         | 正德二年（1507年）     | 正德六年（1511年）     | 號東溪。正德二年八月擬服闋都御史鄧庠起用；正德六年秋七月升戶部右侍郎，旋乞餋病，上許之。                                          |
| 鄧璋                           | 1450年—1531年 | 禮方 | 順天府涿州       | 正德六年（1511年）     | 正德八年（1513年）     | 號煙村。正德六年八月自南京戶部右侍郎、擢左副都御史調任；正德八年八月升刑部右侍郎。                                                |
| 陳珂                           | 1457年—1521年 | 希白 | 浙江嵊縣         | 正德八年（1513年）     | 正德十年（1515年）     | 正德八年九月由福建左布政使升任；正德十年春正月改大理寺卿。                                                                        |
| 蕭翀                           | 1459年—1518年 | 淩漢 | 四川內江         | 正德十年（1515年）     | 正德十年（1515年）     | 正德十年二月自貴州巡撫調任，九月遷陝西巡撫。                                                                                      |
| 李充嗣                         | 1465年—1528年 | 士修 | 四川內江         | 正德十年（1515年）     | 正德十三年（1518年）   | 號梧山。正德十年冬十月自順天府府尹升任；正德十三年秋七月改巡撫南直隸等處地方、總督糧儲。                                          |
| 沈冬魁                         | 1454年—1530年 | 伯貞 | 北直隸阜城       | 正德十三年（1518年）   | 正德十六年（1521年）   | 號立齋，又號漳涯。正德十三年十一月自提督四夷館、太常寺卿升任；正德十六年五月調戶部右侍郎。                                        |

### 明朝（嘉靖～隆慶年間）
| 姓名   | 生卒年         | 字   | 籍贯           | 出任年                 | 卸任年                 | 备注 |
| ------ | -------------- | ---- | -------------- | ---------------------- | ---------------------- | --- |
| 何天衢 | 1463年—1527年  | 道亨 | 湖廣道州       | 正德十六年（1521年）   | 嘉靖二年（1523年）     | 號瀟川。正德十六年由浙江左布政使、擢右副都御史升任；嘉靖二年七月遷南京工部右侍郎。 |
| 王藎   | 約1468～1530年 | 惟忠 | 山東濰縣       | 嘉靖二年（1523年）     | 嘉靖三年（1524年）     | 嘉靖二年八月由江西左布政使、擢右副都御史升任；嘉靖三年七月遷陝西巡撫。 |
| 劉文莊 | 約1465～1547年 | 寅中 | 陝西華陰       | 嘉靖三年（1524年）     | 嘉靖四年（1525年）     | 嘉靖三年八月由河南左布政使、擢右副都御史調任；嘉靖四年六月回院管事。 |
| 顏頤壽 | 1462年—1538年  | 天和 | 湖廣巴陵       | 嘉靖四年（1525年）     | 嘉靖四年（1525年）     | 號梅田。嘉靖四年六月自南京吏部尚書調任，未上任，改入京任都察院左都御史。 |
| 蔣瑤   | 1469年—1557年  | 粹卿 | 浙江歸安       | 嘉靖四年（1525年）     | 嘉靖六年（1528年）     | 號石庵。嘉靖四年七月自山東巡撫右副都御史調任；嘉靖六年十二月調為南京都察院右副都御史協管院事。 |
| 潘塤   | 1476年—1562年  | 伯和 | 南直隸山陽     | 嘉靖七年（1528年）     | 嘉靖八年（1529年）     | 號熙台，淮安城内人。嘉靖七年正月由浙江左布政使、擢右副都御史升任；嘉靖八年四月致仕。 |
| 徐贊   | 1481年—1533年  | 朝儀 | 浙江永康       | 嘉靖八年（1529年）     | 嘉靖十年（1531年）     | 嘉靖八年五月自鄖陽巡撫右副都御史調任；嘉靖十年九月入京任工部右侍郎。 |
| 吳山   | 1470年—1542年  | 靜之 | 南直隸吳江     | 嘉靖十年（1531年）     | 嘉靖十二年（1533年）   | 號認庵。嘉靖十年十月由江西左布政使、擢右副都御史升任；嘉靖十二年十一月京察後，降秩三級調任浙江左參議。 |
| 簡霄   | 1481年—1560年  | 騰芳 | 江西新喻       | 嘉靖十二年（1533年）   | 嘉靖十五年（1536年）   | 號一溪，又號蓉泉。嘉靖十二年十二月由大理寺左寺丞升任；嘉靖十五年十一月陞南京都察院右副都御史、提督操江兼管巡江。 |
| 易瓚   | 1475年—1551年  | 通用 | 北直隸肅寧     | 嘉靖十五年（1536年）   | 嘉靖十八年（1539年）   | 號敬庵。嘉靖十五年十二月由湖廣左布政使、擢右副都御史升任；嘉靖十八年二月上幸衛輝，夜行宮失火，地方要員未護駕。上大怒，命逮衛輝知府張衍慶、左布政使姚文清、巡按御史馮震和巡撫易瓚等俱下北鎮撫司鞫送，法司擬贖杖、黜為民。 |
| 胡纘宗 | 1480年—1560年  | 孝思 | 甘肅天水 秦安  | 嘉靖十八年（1539年）   | 嘉靖十八年（1539年）   | 又字世甫。嘉靖十八年三月自巡撫山東右副都御史調任；十二月以火燔巡撫衙門，並毀符驗敕書，罷官閑住。 |
| 傅鑰   | 1482年—1540年  | 希凖 | 遼東廣寧       | 嘉靖十八年（1539年）   | 嘉靖十九年（1540年）   | 號淩川。嘉靖十九年正月由河南左布政使、擢右副都御史升任，三月卒於任。 |
| 魏有本 | 1483年—1552年  | 伯深 | 浙江餘姚       | 嘉靖十九年（1540年）   | 嘉靖二十一年（1542年） | 一字曰深，號淺齋。嘉靖十九年四月由大理寺右少卿、加右僉都御史升任；嘉靖二十一年十二月遷南京戶部右侍郎、總理糧儲。 |
| 李宗樞 | 1497年—1544年  | 子西 | 陝西富平       | 嘉靖二十二年（1543年） | 嘉靖二十三年（1544年） | 號石疊。嘉靖二十二年正月由河南按察使、加右僉都御史升任；嘉靖二十三年六月卒於任。 |
| 雒昂   | 1479年—1545年  | 仲俛 | 陝西三原       | 嘉靖二十三年（1544年） | 嘉靖二十四年（1545年） | 嘉靖二十三年七月由河南右布政使、擢右副都御史升任；嘉靖二十四年十月因徽王朱厚爝不法徵收祿米，為鈞州知州陳吉劾奏事，為陳吉仗義執言，帝大怒，檻送京師，繫詔獄，廷杖而卒。                                                   |
| 龔亨   | 約1494～1558年 | 有孚 | 江西清江       | 嘉靖二十四年（1545年） | 嘉靖二十五年（1546年） | 嘉靖二十四年十月由陝西左布政使、擢右副都御史升任；嘉靖二十五年三月為陝西巡按御史曹邦輔劾奏其陝西布政使任內，“監收錢糧，多勒秤頭，貪鄙若斯”，命罷官閑住。                                                                 |
| 柯相   | 1481年—1557年  | 元卿 | 南直隸貴池     | 嘉靖二十五年（1546年） | 嘉靖二十五年（1546年） | 號獅山。四月自陝西巡撫、擢右副都御史調任，八月後勒令閑住，十二月復起代理，二十六年正月交接。 |
| 范鏓   | 1477年—1556年  | 平甫 | 遼東瀋陽       | 嘉靖二十五年（1546年） | 嘉靖二十五年（1546年） | 嘉靖二十五年九月擢右副都御史升任，十一月詔入京任吏部右侍郎。 |
| 丁汝夔 | 1497年—1550年  | 大章 | 山東濱州霑化   | 嘉靖二十六年（1547年） | 嘉靖二十六年（1547年） | 號淪源。嘉靖二十六年正月由河南左參政、加右僉都御史升任，十月入京任吏部右侍郎。 |
| 張絅   | 1485年—1548年  | 美中 | 江西吉水       | 嘉靖二十六年（1547年） | 嘉靖二十七年（1548年） | 號午山。嘉靖二十六年十月由河南左布政使、擢右副都御史升任；嘉靖二十七年十一月卒於任。 |
| 彭黯   | 約1496～1554年 | 道顯 | 江西安福       | 嘉靖二十七年（1548年） | 嘉靖二十八年（1549年） | 號虹川。嘉靖二十七年十二月自山東巡撫調任；嘉靖二十八年十一月入京任刑部右侍郎。 |
| 端廷赦 | 1493年—1552年  | 思恩 | 南直隸當塗     | 嘉靖二十八年（1549年） | 嘉靖二十九年（1550年） | 嘉靖二十八年十二月起原山東巡撫、擢右副都御史上任；嘉靖二十九年七月遷戶部右侍郎。 |
| 葛守禮 | 1502年—1578年  | 與立 | 山東德平       | 嘉靖二十九年（1550年） | 嘉靖三十年（1551年）   | 嘉靖二十九年八月由陝西左布政使、擢右副都御史升任；嘉靖三十年三月遷戶部右侍郎。 |
| 陸垹   | 1504年—1553年  | 秀卿 | 浙江嘉善       | 嘉靖三十年（1551年）   | 嘉靖三十年（1551年）   | 號簣齋。嘉靖三十年四月自南京光祿寺卿、加右僉都御史調任，九月以疾乞休許之。 |
| 高澄   | 1494年—1552年  | 肅卿 | 順天府固安     | 嘉靖三十年（1551年）   | 嘉靖三十一年（1552年） | 號東玉。嘉靖三十年十月自光祿寺卿調任；嘉靖三十一年二月卒於任。 |
| 謝存儒 | 1487年—1561年  | 懋玢 | 湖北蒲圻       | 嘉靖三十一年（1552年） | 嘉靖三十二年（1553年） | 嘉靖三十一年三月由山東右布政使、擢右副都御史升任；嘉靖三十二年六月命遷南京兵部右侍郎，旋因柘城師尚詔叛亂，革職聽勘。 |
| 楊宜   | 約1497～1570年 | 伯時 | 北直隸衡水     | 嘉靖三十二年（1553年） | 嘉靖三十三年（1554年） | ？嘉靖三十二年七月自服闋右僉都御史上任；嘉靖三十三年正月升南京戶部右侍郎、總督糧儲。 |
| 鄒守愚 | 1502年—1556年  | 君哲 | 福建莆田       | 嘉靖三十三年（1554年） | 嘉靖三十四年（1555年） | 號一山。嘉靖三十三年二月由河南左布政使、擢右副都御史升任；嘉靖三十四年六月入京任戶部右侍郎。 |
| 張烜   | 約1494～1564年 | 仲熙 | 廣西慶遠       | 嘉靖三十四年（1555年） | 嘉靖三十五年（1556年） | 號吉山。嘉靖三十四年七月起原南贛巡撫都御史上任；嘉靖三十五年三月京察核罷。 |
| 潘恩   | 1496年—1582年  | 子仁 | 上海松江府華亭 | 嘉靖三十五年（1556年） | 嘉靖三十六年（1557年） | 號湛川，更號笠江。嘉靖三十五年四月由浙江左布政使、擢右副都御史升任；嘉靖三十六年四月入京任刑部右侍郎。 |
| 章煥   | 約1503～1562年 | 懋憲 | 南直隸吳縣     | 嘉靖三十六年（1557年） | 嘉靖三十八年（1559年） | 號石城。嘉靖三十六年四月自提督撫治鄖陽調任；嘉靖三十八年五月擢右副都御史漕運總督。 |
| 張永明 | 1499年—1566年  | 鍾誠 | 浙江烏程       | 嘉靖三十八年（1559年） | 嘉靖四十年（1561年）   | 號臨溪。嘉靖三十八年六月由山西左布政使、擢右副都御史升任；嘉靖四十年二月遷南京刑部右侍郎。 |
| 蔡汝楠 | 1514年—1565年  | 子木 | 浙江德清       | 嘉靖四十年（1561年）   | 嘉靖四十一年（1562年） | 號白石。嘉靖四十年三月由江西左布政使升任；嘉靖四十一年四月為兵部右侍郎、協理京營戎政。 |
| 胡堯臣 | 1507年—1579年  | 伯純 | 重慶安居       | 嘉靖四十一年（1562年） | 嘉靖四十二年（1563年） | 嘉靖四十一年五月由江西左布政使、擢右副都御史升任；嘉靖四十二年致仕。 |
| 遲鳳翔 | 1521年—1600年  | 德徵 | 山東臨朐       | 嘉靖四十二年（1563年） | 嘉靖四十四年（1565年） | 嘉靖四十二年十一月為戶部右侍郎兼右僉都御史巡撫河南；嘉靖四十四年九月入京任刑部右侍郎。 |
| 冀鍊   | 1518年—1585年  | 纯夫 | 山東益都       | 嘉靖四十四年（1565年） | 嘉靖四十五年（1566年） | 嘉靖四十四年十月自順天府府丞、加右僉都御史升任；嘉靖四十五年正月遷宣府巡撫。 |
| 孟養性 | 1509年—1576年  | 存甫 | 山東齊河       | 嘉靖四十五年（1566年） | 隆慶元年（1567年）     | 嘉靖四十五年二月由河南左布政使、擢右副都御史升任；隆慶元年四月以疾辭歸致仕。 |
| 劉應節 | 1517年—1591年  | 子和 | 山東濰縣       | 隆慶元年（1567年）     | 隆慶元年（1567年）     | 隆慶元年五月自遼東巡撫右僉都御史調任，十月遷順天巡撫。 |
| 王國光 | 1512年—1594年  | 汝觀 | 山西陽城       | 隆慶元年（1567年）     | 隆慶元年（1567年）     | 隆慶元年十一月自戶部右侍郎調任，未上任，旋以養病辭職。 |
| 戴才   | 1514年—1586年  | 子需 | 北直隸滄州     | 隆慶元年（1567年）     | 隆慶二年（1568年）     | 號晋菴。隆慶元年十二月起原陝西巡撫、右副都御史上任；隆慶二年四月遷大理寺卿。 |
| 李邦珍 | 1515年—1593年  | 子懷 | 山東肥城       | 隆慶二年（1568年）     | 隆慶四年（1570年）     | 號同川。隆慶二年四月由大理寺左少卿、加右僉都御史升任；隆慶四年九月提督操江。 |
| 栗永祿 | 1518年—1582年  | 士學 | 山西長治       | 隆慶四年（1570年）     | 隆慶五年（1571年）     | 隆慶四年十月由浙江左參政、擢右副都御史調任；隆慶五年九月遷兵部右侍郎。 |
| 梁夢龍 | 1527年－1602年 | 乾吉 | 北直隸真定     | 隆慶五年（1571年）     | 隆慶六年（1572年）     | 號鳴泉。隆慶五年十一月自山東巡撫、擢右副都御史調任；隆慶六年十月遷戶部侍郎。 |
| 朱綱   | 1522年—1576年  | 振甫 | 山東曹州       | 隆慶六年（1572年）     | 萬曆元年（1573年）     | 號肅菴。隆慶六年十一月自應天府府尹、加右副都御史銜調任；萬曆元年十月致仕。 |

### 明朝（萬曆～崇禎年間）
| 姓名   | 生卒年         | 字   | 籍贯               | 出任年                 | 卸任年                 | 备注 |
| ------ | -------------- | ---- | ------------------ | ---------------------- | ---------------------- | --- |
| 吳道直 | 1515年—1577年  | 敬甫 | 北直隸定州         | 萬曆元年（1573年）     | 萬曆二年（1574年）     | 萬曆元年十月己未由太僕寺卿、擢右副都御史升任；萬曆二年閏十二月丙午遷兵部右侍郎。 |
| 孟重   | 約1527～1587年 | 汝器 | 陝西渭南           | 萬曆三年（1575年）     | 萬曆五年（1577年）     | 萬曆三年正月己卯起原宣府巡撫、加右僉都御史上任；萬曆五年二月庚午遷保定巡撫。 |
| 周鑑   | 1530年—1583年  | 子明 | 甘肅平涼           | 萬曆五年（1577年）     | 萬曆八年（1580年）     | 號霽川。萬曆五年二月癸酉由河南左布政使、擢右副都御史升任；萬曆八年六月己未被以遇事閃躲，勒令致仕。                                                                                       |
| 褚鈇   | 1533年—1600年  | 民威 | 山西榆次           | 萬曆八年（1580年）     | 萬曆十一年（1583年）   | 萬曆八年七月戊辰由大理寺左少卿升任；萬曆十一年閏二月甲寅調南京都察院左僉都御史，理院事。                                                                                                 |
| 楊一魁 | 1536年—1609年  | 子選 | 山西安邑           | 萬曆十一年（1583年）   | 萬曆十二年（1584年）   | 號后山。萬曆十一年閏二月辛酉由山東 左布政使、擢右副都御史升任；萬曆十二年六月壬申遷南京戶部右侍郎、督倉場。                                                                              |
| 臧惟一 | 1542年—1607年  | 守中 | 山東諸城           | 萬曆十二年（1584年）   | 萬曆十四年（1586年）   | 萬曆十二年七月己卯自順天府府尹、加右副都御史銜調任；萬曆十四年二月壬申回籍調理。 |
| 衷貞吉 | 1525年—1596年  | 孔安 | 江西南昌府新建     | 萬曆十四年（1586年）   | 萬曆十六年（1588年）   | 萬曆十四年二月戊寅由浙江左布政使、擢右副都御史升任；萬曆十六年九月戊午遷工部右侍郎。 |
| 周世選 | 1531年—1606年  | 文賢 | 北直隸故城         | 萬曆十六年（1588年）   | 萬曆十八年（1590年）   | 號衛陽。萬曆十六年九月丁丑自光祿寺卿、加左僉都御史調任；萬曆十八年六月辛巳遷都察院左副都御史，理院事。                                                                                   |
| 吳自新 | 1534年—1594年  | 伯恒 | 應天府江寧         | 萬曆十八年（1590年）   | 萬曆二十年（1592年）   | 號韞庵。萬曆十八年六月乙酉由太常寺少卿、擢右副都御史升任；萬曆二十年七月己巳命遷南京刑部右侍郎。                                                                                         |
| 沈思孝 | 1542年—1611年  | 繼山 | 浙江嘉興           | 萬曆二十年（1592年）   | 萬曆二十年（1592年）   | 未上任。萬曆二十年七月壬申自陝西巡撫調任，十月乙未改調大理寺卿。 |
| 趙世卿 | 1541年—1618年  | 象賢 | 山東歷城           | 萬曆二十年（1592年）   | 萬曆二十一年（1593年） | 萬曆二十年十一月丁卯自大理寺卿、加右僉都御史調任；萬曆二十一年八月壬辰遷戶部右侍郎。 |
| 張一元 | 1544年—1609年  | 鳴春 | 山東鄒平           | 萬曆二十一年（1593年） | 萬曆二十二年（1594年） | 號仁軒。萬曆二十一年十月己亥由通政使司右通政、加右僉都御史升任；萬曆二十三年六月癸酉致仕。                                                                                               |
| 王士性 | 1547年—1598年  | 恒叔 | 山西猗氏           | 萬曆二十二年（1594年） | 萬曆二十三年（1595年） | 號太初。未上任。萬曆二十三年七月癸未由太僕寺少卿升任，後自云剪劣多病且品望資序不及王國，辭任。七月丙戌改調南京用。                                                                       |
| 荊州土 | 1542年—1596年  | 至元 | 山西臨晉           | 萬曆二十三年（1595年） | 萬曆二十四年（1596年） | 號厚齋。萬曆二十三年八月己酉由大理寺左少卿擢陞；萬曆二十四年閏八月丁亥卒於成皋公署。 |
| 鍾化民 | 1545年—1597年  | 维新 | 浙江仁和           | 萬曆二十四年（1596年） | 萬曆二十五年（1597年） | 號文陸。萬曆二十四年九月戊戌由太常寺少卿加右僉都御史升任；萬曆二十五年十二月癸酉卒於任。                                                                                                 |
| 曾如春 | 1538年—1603年  | 仁祥 | 江西臨川           | 萬曆二十六年（1598年） | 萬曆三十年（1602年）   | 號景默。萬曆二十六年二月甲子由浙江左布政使升任；萬曆三十年三月甲申升陞授 都察院右僉都御史總理河道工部右侍郎。                                                                            |
| 楊光訓 | 1556年—1615年  | 汝若 | 陝西渭南           | 萬曆三十年（1602年）   | 萬曆三十一年（1603年） | 萬曆三十年四月丙申以河南巡按御史代理巡撫；萬曆三十一年二月庚戌遷山東道御史。 |
| 方大美 | 1558年—1620年  | 黃中 | 南直隸桐城         | 萬曆三十一年（1603年） | 萬曆三十三年（1605年） | 號冲含。萬曆三十一年三月庚申自福建道監察御史調任河南巡按御史代理巡撫；萬曆三十三年五月己未遷湖廣巡按御史。                                                                               |
| 王業弘 | 約1562～1629年 | 又毅 | 山東安丘           | 萬曆三十三年（1605年） | 萬曆三十三年（1605年） | 萬曆三十三年五月丙子由候補御史、監試武舉官升任河南巡按御史代理巡撫，九月辛巳交接專任巡按御史。                                                                                           |
| 沈季文 | 1541年—1609年  | 少卿 | 南直隸蘇州府吳江   | 萬曆三十三年（1605年） | 萬曆三十七年（1609年） | 萬曆三十三年九月壬午由山東左布政使，擢右副都御史升任；萬曆三十六年十一月丙申以疾乞休歸，許之，候代至隔年年六月壬戌。                                                                     |
| 李思孝 | 1545年—1621年  | 純甫 | 北直隸東明         | 萬曆三十七年（1609年） | 萬曆四十年（1612年）   | 萬曆三十七年六月甲戌由太僕寺少卿升任；萬曆四十年十一月壬寅與河南巡按曾用升不和互參，為刑科給事中陳伯友彈劾，遂致仕。                                                                     |
| 錢夢得 | 1554年—1614年  | 國賢 | 湖廣湘鄉           | 萬曆四十年（1612年）   | 萬曆四十二年（1614年） | 號承江。萬曆四十年十二月癸丑自南京大理寺卿調任；萬曆四十二年正月庚申卒於任。 |
| 梁祖齡 | 約1553～1622年 | 紹首 | 四川溫江           | 萬曆四十二年（1614年） | 萬曆四十五年（1617年） | 號景泉。萬曆四十二年正月戊寅由河南左布政使、加右僉都御史升任；萬曆四十五年四月己未乞休致仕，上允之，候代至五月辛卯。                                                                     |
| 張惟任 | 1561年－1628年 | 仲衡 | 陝西潼關衛         | 萬曆四十五年（1617年） | 萬曆四十六年（1618年） | 號覺菴。萬曆四十五年六月甲午至萬曆四十六年正月己巳以河南巡按御史代理巡撫。 |
| 李養正 | 1559年—1630年  | 若蒙 | 北直隸魏縣         | 萬曆四十六年（1618年） | 萬曆四十八年（1620年） | 萬曆四十六年正月庚午由太常寺少卿升任；泰昌元年八月己未陞戶部侍郎總督漕運。 |
| 張我續 | 1560年—1640年  | 胤祧 | 北直隸邯鄲         | 泰昌元年（1620年）     | 天啟元年（1621年）     | 泰昌元年八月乙丑由光祿寺少卿升任；天啟元年十二月丁丑調陞兵部侍郎提督川貴軍務。 |
| 馮嘉會 | 1566年—1627年  | 文亨 | 北直隸河間         | 天啟元年（1621年）     | 天啟四年（1624年）     | 號履亭。天啟元年十二月己卯由太僕寺少卿升任。二年十二月乙酉以平妖賊徐鴻儒功再加右副都御史銜。天啟四年二月戊子命加兵部右侍郎協理戎政，仍巡撫如故。三月甲子陞授宣大總督。                   |
| 暴謙貞 | 1571年—1625年  | 襟漳 | 山西屯留           | 天啟四年（1624年）     | 天啟四年（1624年）     | 未上任。天啟四年二月丙寅由提督四夷館太常寺少卿升任，旋因忤魏鐺任命遭撤換，遂以病辭官。                                                                                                   |
| 程绍   | 1557年—1639年  | 公業 | 山東德州           | 天啟四年（1624年）     | 天啟五年（1625年）     | 天啟四年三月辛未由太僕寺卿加右副都御史銜調任；天啟五年十一月甲戌因不滿閹黨亂政，遂引疾致仕。                                                                                             |
| 亓詩教 | 1557年—1633年  | 可言 | 山東萊蕪           | 天啟六年（1626年）     | 天啟六年（1626年）     | 號静初。天啟六年正月丙辰由太常寺少卿升任，甫抵任，二月庚申旋為監察御史李懋芳彈劾，革職，命冠帶閑住。                                                                                     |
| 郭增光 | 約1575～1636年 | 旭陽 | 北直隸大名         | 天啟六年（1626年）     | 天啟七年（1628年）     | 天啟六年三月己巳由太僕寺少卿，擢右副都御史升任；天啟七年十二月丙辰因此前同河南巡按御史鮑奇謨、開封守備副使周鏘、祥符知縣季寓庸強拆大片民居為閹豎立戴德、成德兩生祠，議以祠頌閹黨罪革職。 |
| 丘兆麟 | 1572年—1629年  | 毛伯 | 江西臨川           | 崇禎元年（1628年）     | 崇禎二年（1629年）     | 崇禎元年正月丁亥由太僕寺少卿升任；崇禎二年三月丁卯因病乞休致仕，候代至七月交接，未幾十月癸酉卒於光山公署。                                                                               |
| 張潑   | 1583年—1638年  | 孝泉 | 山東樂陵           | 崇禎二年（1629年）     | 崇禎二年（1629年）     | 號念山。未上任。崇禎二年四月甲午以光祿寺卿，加右副都御史巡撫河南提督軍務。旋以身體不適，提出歸里養疾。                                                                                   |
| 范景文 | 1587年—1644年  | 夢章 | 北直隸吳橋         | 崇禎二年（1629年）     | 崇禎三年（1630年）     | 崇禎二年七月癸巳由太常寺少卿升任；崇禎三年三月壬寅為兵部添設右侍郎治兵通州。 |
| 郝土膏 | 1582年—1644年  | 臣水 | 陝西郿縣           | 崇禎三年（1630年）     | 崇禎四年（1631年）     | 崇禎三年四月丁未以閑居原戶部主事起用；崇禎四年正月壬午為吏科給事中孟國祚以“居心迷謬，行事孟浪”罷斥歸里，候代。明亡後鬱鬱而終。                                                           |
| 何應瑞 | 1583年—1646年  | 聖符 | 山東曹州           | 崇禎四年（1631年）     | 崇禎四年（1631年）     | 未上任。崇禎四年由正月壬寅河南左參政升任，旋報丁憂。後期滿官至南京太常寺卿、工部尚書。                                                                                                   |
| 吳光義 | 1568年—1646年  | 行可 | 南直隸無為         | 崇禎四年（1631年）     | 崇禎四年（1631年）     | 號覺庵。崇禎四年二月丁巳由四川按察副使，以平奢安之亂功，加升右副都御史銜升任，十月辛亥丁內艱。                                                                                           |
| 樊尚燝 | 1577年—1648年  | 明卿 | 江西進賢           | 崇禎四年（1631年）     | 崇禎六年（1633年）     | 號鍾陽。崇禎四年十一月戊戌由太僕寺少卿升任；崇禎六年二月丁亥因忤上意，罷官。 |
| 玄默   | 1582年—1643年  | 中象 | 天津静海           | 崇禎六年（1633年）     | 崇禎八年（1635年）     | 崇禎六年三月壬辰由太常寺少卿升任；崇禎八年六月壬午因病致仕，解任候代。 |
| 陳必谦 | 1579年—1645年  | 益吾 | 南直隸 蘇州府 常熟 | 崇禎八年（1635年）     | 崇禎九年（1636年）     | 號但融。崇禎八年六月甲辰由南京監察御史升任。崇禎九年九月遭河南巡按御史楊繩武以其“坐失戰機、見敵不殺”彈劾，十月癸未解任回籍。                                                             |
| 王家楨 | 1581年—1644年  | 正之 | 北直隸長垣         | 崇禎九年（1636年）     | 崇禎十年（1637年）     | 號軒籙。崇禎九年九月己巳以兵部左侍郎暨河南山陕川湖總督兼任；崇禎十年閏四月壬寅專任巡撫，八月癸亥因掃蕩闖軍劉國能部未成，致裨將李春貴等戰歿，遭議罪，革職閑住。                           |
| 常道立 | 1585年—1644年  | 修之 | 陝西三原           | 崇禎十年（1637年）     | 崇禎十二年（1639年）   | 崇禎十年九月庚午由河南 布政使，擢右副都御史銜升任；崇禎十二年正月癸未因去年剿闖軍李過部失策，被以縱寇渡黃河議處，削籍罷官。                                                              |
| 李仙風 | 1589年—1641年  | 天秀 | 陝西高陵           | 崇禎十二年（1639年）   | 崇禎十四年（1641年）   | 歷官昌平道僉事，崇禎十二年二月己丑自山西參政升任；崇禎十四年二月乙亥因闖軍李自成陷洛陽，致朱常洵闔府遇害，革職。三月辛卯檻送京師，未行於公署懸樑自盡。                                   |
| 張克儉 | 1592年—1641年  | 禹型 | 山西屯留           | 崇禎十四年（1641年）   | 崇禎十四年（1641年）   | 三月丙戌由襄陽兵備副使升任，任命未至，旋流賊張獻忠陷襄陽，殉難。 |
| 高名衡 | 1583年—1642年  | 仲平 | 山東沂州           | 崇禎十四年（1641年）   | 崇禎十五年（1642年）   | 崇禎十四年三月甲午自河南巡按御史升任；崇禎十五年九月以病乞休，十一月辛未離任歸鄉。 |
| 王漢   | 1588年—1643年  | 子房 | 山東掖縣           | 崇禎十五年（1642年）   | 崇禎十六年（1643年）   | 原名應駿，順天巡撫王應豸五弟。崇禎十五年十一月丙子由河南監軍御史升任；十六年二月庚午入永城招撫叛將前總兵劉超，遇害殉職。                                                                 |
| 秦所式 | 1597年—1644年  | 懷生 | 陝西三原           | 崇禎十六年（1643年）   | 崇禎十六年（1643年）   | 崇禎十六年二月戊寅自密雲兵備副使加僉都御史銜升任，十月庚辰闖軍大掠，遂棄職歸里。明年為大順軍所執，八月同前冀撫劉詔、保撫楊進遇害。                                                       |
| 任濬   | 1595年—1656年  | 文水 | 山東益都           | 崇禎十六年（1643年）   | 崇禎十七年（1644年）   | 崇禎十六年十月壬申以兵部右侍郎加右僉都御史，總督河南、湖廣軍務，兼代巡撫；崇禎十七年二月癸未於南關為大順軍所擄，後負傷脫逃南歸。                                                         |

### 順朝（永昌元年）～南明（弘光元年）
| 姓名                             | 生卒年         | 字   | 籍贯     | 出任年               | 卸任年               | 备注 |
| -------------------------------- | -------------- | ---- | -------- | -------------------- | -------------------- | --- |
| 大順永昌元年二月改設河南節度使。 |                |      |          |                      |                      | |
| 梁啟隆                           | 1602年—1644年  | 大運 | 陝西綏德 | 永昌元年（1644年）   | 永昌元年（1644年）   | 永昌元年三月己未以吏政府主事升任，五月庚子為明臣陳潛夫領河南仕紳及各路民兵驅逐，北渡山西，死難太原圍城。 |
| 明朝崇祯十七年五月復設河南巡撫   |                |      |          |                      |                      | |
| 陳潛夫                           | 1615年—1647年  | 玄倩 | 浙江錢塘 | 崇祯十七年（1644年） | 崇祯十七年（1644年） | 號退士，崇禎九年丙子科舉人。崇祯十七年五月辛丑同西平團練劉洪起、登封團練李際遇帶兵擊退闖軍，六月丁巳由開封府推官代理巡撫。七月庚子以功升河南巡按，仍代理巡撫至八月辛未。隔年二月因童妃案牽連，下南京詔獄審訊。 |
| 越其杰                           | 1584年—1645年  | 自興 | 貴州貴陽 | 崇祯十七年（1644年） | 弘光元年（1645年）   | 號卓凡，萬曆三十四年丙午科舉人。八月壬申由鳳陽 監軍御史加僉都御史銜升任；弘光元年四月乙亥棄官致仕。 |
| 李彬                             | 約1591～1660年 | 寧質 | 山東臨清 | 弘光元年（1645年）   | 弘光元年（1645年）   | 弘光元年五月壬午由吏部文選司 郎中升任，六月丁丑自南陽逃脫，河南全境失陷。 |

### 清朝（順治～康熙年間）
| 姓名                           | 生卒年         | 字   | 籍贯           | 出任年                 | 卸任年                 | 备注 |
| ------------------------------ | -------------- | ---- | -------------- | ---------------------- | ---------------------- | --- |
| 清朝順治元年九月續設河南巡撫。 |                |      |                |                        |                        | |
| 羅繡錦                         | 1590年—1652年  | 彤雲 | 遼東遼陽       | 順治元年（1644年）     | 順治二年（1645年）     | 隸漢軍鑲藍旗，天聰八年甲戌科舉人。順治元年八月丙辰自國史院學士調為都察院右副都御史巡撫河南；順治二年十一月壬子陞任兵部右侍郎暨右副都御史總督湖廣四川軍務兼理糧餉。 |
| 吳景道                         | 1582年—1656年  | 凝真 | 遼東廣寧       | 順治二年（1645年）     | 順治十年（1653年）     | 諡慤僖，隸漢軍正黃旗，崇德三年戊寅科舉人。順治二年十二月己卯由河南參議，加提督軍務兼理河道升任。六年五月己巳以河工告竣加兵部右侍郎銜，七年三月己卯擢兵部尚書銜；順治十年秋七月癸亥以老疾乞休。候代至冬十一月甲寅交接。                                                         |
| 雷興                           | 1595年—1653年  | 啟惟 | 遼東遼陽       | 順治十年（1653年）     | 順治十年（1653年）     | 隸漢軍正黃旗，天聰八年甲戌科舉人。順治十年八月丙戌自巡撫陝西右副都御史，仍以前銜調任。十月甲申赴任至趙州道卒。 |
| 亢得時                         | 1603年—1659年  | 佑五 | 山西崞縣       | 順治十年（1653年）     | 順治十四年（1657年）   | 崇德六年辛巳科舉人。順治十年十一月戊申由翰林暨內國史院侍讀學士，擢右副都御史提督軍務兼理河道上任；順治十四年九月辛丑擢兵部尚書，總督漕運、巡撫鳳陽。候代至十一月丙寅交接。 |
| 賈漢復                         | 1606年—1677年  | 膠侯 | 山西曲沃       | 順治十四年（1657年）   | 順治十七年（1660年）   | 武庠弟子員。順治十四年十二月己巳由工部右侍郎改兵部左侍郎兼都察院右副都御史到任述職；十五年十一月辛丑以清出地畝錢糧四十萬餘兩，加兵部尚書銜。十六年十月壬辰以解完部撥協餉加太子少保。順治十七年六月庚子為刑科給事中姚啟盛劾奏其“貪婪成性，穢跡多端”，下吏部嚴議。七月壬戌劾罷。 |
| 彭有義                         | 約1612～1672年 | 太和 | 遼東金州       | 順治十七年（1660年）   | 康熙元年（1662年）     | 隸漢軍正白旗，順治二年乙酉科舉人。順治十七年八月丁亥由山西左布政使、擢右副都御史升任；康熙元年二月辛亥命著以原官致仕。 |
| 張自德                         | 1608年—1668年  | 元公 | 順天府豐潤     | 康熙元年（1662年）     | 康熙七年（1668年）     | 康熙元年三月甲戌以原任陝西巡撫，加擢工部右侍郎兼右副都御史上任，三年八月乙丑敘勸墾荒地功加工部尚書銜；康熙七年十一月庚戌卒於任。 |
| 徐化成                         | 1621年—1674年  | 子騶 | 順天府昌平     | 康熙七年（1668年）     | 康熙八年（1669年）     | 號文侯，貢生。康熙七年十二月乙丑至康熙八年二月壬辰以河南布政使署理。 |
| 郎廷相                         | 1617年—1688年  | 鈞衡 | 遼東廣寧       | 康熙八年（1669年）     | 康熙十一年（1672年）   | 康熙八年三月丁酉由四川布政使升任；康熙十一年七月辛未丁母憂，命回旗守制。 |
| 佟鳳彩                         | 1622年—1677年  | 高岡 | 遼東遼陽       | 康熙十一年（1672年）   | 康熙十六年（1677年）   | 隸漢軍正藍旗，佟養性侄孫。康熙十一年閏七月丙戌以原貴州巡撫兼理河道上任。十一年六月庚戌以疾乞休，士民赴闕籲留，命仍留任；康熙十六年七月丙申卒於官。 |
| 董國興                         | 1616年—1680年  | 榮若 | 遼東瀋陽       | 康熙十六年（1677年）   | 康熙二十一年（1682年） | 隸漢軍鑲黃旗，順治三年丙戌科舉人。康熙十六年八月壬子以休養原湖廣巡撫，擢右副都御史上任；二十一年二月丙戌遷福建巡撫。 |
| 王日藻                         | 1623年—1700年  | 印週 | 上海松江府黃浦 | 康熙二十一年（1682年） | 康熙二十五年（1686年） | 康熙二十一年三月己酉由江西布政使、擢右副都御史升任；康熙二十五年七月甲申入京任刑部右侍郎。 |
| 章欽文                         | 1619年—1693年  | 君煥 | 浙江富陽       | 康熙二十五年（1686年） | 康熙二十七年（1688年） | 貢生。康熙二十五年八月癸丑由江蘇布政使升任；康熙二十七年正月癸卯吏部以“庸劣”革職。 |
| 丁思孔                         | 1634年—1694年  | 景行 | 遼東廣寧       | 康熙二十七年（1688年） | 康熙二十七年（1688年） | 隸漢軍鑲黃旗。康熙二十七年二月自偏沅巡撫調任，至六月丁未遷湖廣巡撫。 |
| 閻興邦                         | 1635年—1698年  | 弢仲 | 北直隸宣化     | 康熙二十七年（1688年） | 康熙三十一年（1692年） | 號梅公，康熙二年癸卯科舉人。康熙二十七年秋七月辛未自順天府府尹調任；康熙三十一年十二月甲午遷貴州巡撫。 |
| 顧汧                           | 1646年—1712年  | 伊在 | 順天府大興     | 康熙三十二年（1693年） | 康熙三十四年（1695年） | 號芝岩。康熙三十二年春正月乙巳由原任禮部右侍郎服闕期滿上任；康熙三十四年四月乙卯上諭大學士，以“居官平常”著降二級調用。 |
| 李輝祖                         | 1637年—1702年  | 元美 | 遼東鐵嶺       | 康熙三十四年（1695年） | 康熙三十五年（1696年） | 明將李成梁之後，佐領。康熙三十四年五月壬戌由大理寺卿，擢右副都御史升任；康熙三十五年七月戊午陞任湖廣總督。 |
| 李國亮                         | 1641年—1706年  | 朗庵 | 遼東海城       | 康熙三十五年（1696年） | 康熙三十九年（1700年） | 康熙十一年壬子科舉人。康熙三十五年八月丙戌由河南布政使，擢右副都御史升任；康熙三十九年九月癸卯因將衰庸有病之盧氏縣知縣謝廷爵保舉行取，著以原品休致。 |
| 徐潮                           | 1647年—1715年  | 青來 | 浙江錢塘       | 康熙三十九年（1700年） | 康熙四十三年（1704年） | 康熙三十九年冬十月庚申由刑部左侍郎升任；康熙四十三年十月庚辰入京升任戶部尚書。 |
| 趙宏燮                         | 1656年—1722年  | 亮工 | 寧夏銀川       | 康熙四十三年（1704年） | 康熙四十四年（1705年） | 號理庵，陝西安邊衛，監生。康熙四十三年十一月丁酉由山東布政使，加擢兵部右侍郎兼右副都御史升任；康熙四十四年十一月己巳遷直隸巡撫。 |
| 汪灝                           | 1643年—1718年  | 文漪 | 山東臨清       | 康熙四十四年（1705年） | 康熙四十八年（1709年） | 號畏菴，晚號天泉。康熙四十四年十二月辛卯由提督山西學政內閣學士，加擢兵部侍郎兼右副都御史升任；康熙四十八年九月辛未以疾乞休，上允之。 |
| 鹿祐                           | 1648年—1719年  | 有上 | 江南潁州       | 康熙四十八年（1709年） | 康熙五十三年（1714年） | 號蘭皋，潁州城內南關人。康熙四十八年十月戊戌以兵部左侍郎升任；康熙五十三年十二月乙酉以病乞休，上允之。 |
| 李錫                           | 約1652～1720年 | 慎之 | 奉天府開原     | 康熙五十四年（1715年） | 康熙五十五年（1716年） | 隸漢軍正黄旗，廕生。康熙五十四年春正月庚子自偏沅巡撫加右副都御史調任；康熙五十五年十一月庚申入京為工部右侍郎。 |
| 張伯琮                         | 1647年—1731年  | 璧九 | 湖廣漢陽       | 康熙五十五年（1716年） | 康熙五十六年（1717年） | 號鶴湄，康熙五年丙午科舉人。康熙五十五年十二月丁亥至五十六年正月乙未以布政使護理巡撫印務。隔年四月因任內迎合前撫李錫私動庫銀，劾罷。 |
| 張聖佐                         | 1664年—1728年  | 帝臣 | 奉天廣寧       | 康熙五十六年（1717年） | 康熙五十七年（1718年） | 隸漢軍正藍旗，貢生。康熙五十六年二月丁亥由安徽布政使升任；康熙五十七年四月庚寅因未將賊情奏聞又失察屬員罪情，下吏部議處革職。 |
| 楊宗義                         | 約1666～1729年 | 斐菴 | 奉天錦州       | 康熙五十七年（1718年） | 康熙六十一年（1722年） | 隸漢軍鑲白旗，監生。康熙五十七年五月庚戌由甫履新河南布政使升任；六十一年十二月停職，雍正元年春正月癸卯因丁忧故，改由布政使牟欽元署理。 |

### 清朝（雍正～乾隆年間）
| 姓名     | 生卒年          | 字   | 籍贯           | 出任年                 | 卸任年                 | 备注 |
| -------- | --------------- | ---- | -------------- | ---------------------- | ---------------------- | --- |
| 牟欽元   | 約1667～1732年  | 東山 | 奉天府蓋州     | 雍正元年（1723年）     | 雍正元年（1723年）     | 隸漢軍正白旗。雍正元年正月丁酉由布政使署理；隔年正月壬辰入京陞任太常寺卿。 |
| 嵇曾筠   | 1670年—1738年   | 松友 | 江蘇無錫       | 雍正元年（1723年）     | 雍正元年（1723年）     | 雍正元年二月戊午以尚書房 行走兼左僉都御史署理河南巡撫事務。三月甲午為河南鄉試正考官。 |
| 石文焯   | 1668年—1735年   | 霞峯 | 奉天廣寧       | 雍正元年（1723年）     | 雍正二年（1724年）     | 隸漢軍正白旗。雍正元年三月辛卯由安徽布政使升任；雍正二年八月庚寅調署浙江巡撫。 |
| 田文鏡   | 1662年—1733年   | 抑光 | 奉天府遼陽     | 雍正二年（1724年）     | 雍正九年（1731年）     | 隸漢軍正黄旗，恩監生。雍正二年八月壬辰以河南布政使署理，二年十二月辛未實授；六年夏五月乙亥授為河東總督，仍兼管巡撫事；雍正九年四月癸巳因病乞休。十年十月回任，旋辭任。                                                                                   |
| 張元懷   | 1682年—1745年   | 田莘 | 直隸宣化       | 雍正九年（1731年）     | 雍正十年（1732年）     | 號免翁。雍正九年四月甲午由浙江布政使署理河東河道總督兼河南巡撫事；雍正十年九月丁酉緣事革職。 |
| 孫國璽   | 1679年—1739年   | 振九 | 奉天寧遠       | 雍正十年（1732年）     | 雍正十一年（1733年）   | 隸漢軍正白旗。雍正十年十一月己亥以河東河道副總河協辦總督、署理巡撫事；雍正十一年四月壬申擢左副都御史，四月甲戌調署江蘇巡撫印務。 |
| 王士俊   | 1683年—1750年   | 灼三 | 貴州平越       | 雍正]]十一年（1733年） | 雍正]]十三年（1735年） | 號犀川。雍正十一年四月癸酉河東總督兼管河南巡撫事；雍正十三年十一月丁已署理兵部侍郎。 |
| 劉章     | 約1676～1743年  | 燦文 | 奉天鳳凰       | 雍正十三年（1735年）   | 乾隆元年（1736年）     | 隸漢軍鑲白旗。雍正十三年十二月戊午至乾隆元年正月癸丑由河南布政使護理巡撫印務，交接後調入京補用京員。 |
| 傅德     | 約1680～1740年  | 向甘 | 滿洲鑲藍旗     | 乾隆元年（1736年）     | 乾隆二年（1737年）     | 章佳氏，監生。乾隆元年二月自協辦鄂爾昆糧餉事務兼隨大將軍印務大臣，改授兵部右侍郎兼都察院右副都御史調任；乾隆二年三月辛丑因審理鄭州郭元曾家輪奸一案濫刑怙過，調入京交刑部議處革職。                                                                       |
| 王謩     | 1670年—1755年   | 孝徵 | 江蘇太倉       | 乾隆二年（1737年）     | 乾隆二年（1737年）     | 號梅治。未上任。乾隆二年三月辛丑由山西布政使調任署理，三月甲寅旋調署廣東巡撫。 |
| 溫而遜   | 約1674～1745年  | 理齋 | 直隸宣化       | 乾隆二年（1737年）     | 乾隆二年（1737年）     | 優貢生。乾隆二年三月壬寅以署理河南 布政使護理巡撫印務，四月丁亥交接，後命閑住。 |
| 尹會一   | 1691年－1748年  | 元孚 | 直隸博野       | 乾隆二年（1737年）     | 乾隆四年（1739年）     | 號健餘。乾隆二年五月戊子由左僉都御史辦理兩淮鹽政，改授右僉都御史兼理河道升任署理，十一月甲寅實授；乾隆四年十一月庚申入京任都察院左副都御史。 |
| 雅爾圖   | 1696年—1767年   | 雅度 | 蒙古鑲黄旗     | 乾隆四年（1739年）     | 乾隆八年（1743年）     | 博爾濟吉特氏。乾隆四年十二月癸酉自正黃旗滿洲副都統兼左副都御史，改授兵部右侍郎、加右副都御史兼提督銜調任；乾隆八年五月丙午改任鑲藍旗滿洲副都統。 |
| 趙城     | 1685年－1759年  | 亘輿 | 雲南通海       | 乾隆八年（1743年）     | 乾隆八年（1743年）     | 乾隆八年二月丁未至三月戊午因巡撫入覲以河南布政使護理印務。 |
| 碩色     | 1687年－1759年  | 靜菴 | 滿洲正黃旗     | 乾隆八年（1743年）     | 乾隆十三年（1748年）   | 烏雅氏。乾隆八年五月丁未自四川巡撫調任兼管提督；乾隆十三年冬十月乙酉加兵部右侍郎銜陞任兩廣總督。 |
| 王興吾   | 1692年－1759年  | 宗之 | 上海松江府婁縣 | 乾隆十三年（1748年）   | 乾隆十三年（1748年）   | 號慎庵。乾隆十三年十月丙戌至十月癸卯以河南布政使護理。 |
| 鄂容安   | 1714年—1755年   | 休如 | 滿洲鑲藍旗     | 乾隆十三年（1748年）   | 乾隆十六年（1751年）   | 西林覺羅氏，號虛亭。乾隆十三年十月丁亥自兼管國子監事務翰林院掌院學士，改授兵部左侍郎、賞孔雀翎調任署理，十月甲辰到任述職。十四年九月乙丑實授並予提督暨兵部右侍郎、右副都御史坐銜，封三等襄勤伯。十五年十月戊寅加授內大臣；乾隆十六年八月庚申遷山東巡撫。 |
| 舒輅     | 1694年－1752年  | 晴厓 | 滿洲正白旗     | 乾隆十六年（1751年）   | 乾隆十六年（1751年）   | 他他拉氏，監生。乾隆十六年八月辛酉自江西巡撫調任，旋往江南賑災督糧，十月丙辰遷陝西巡撫。 |
| 富勒赫   | 約 1701～1759年 | 子中 | 滿洲正白旗     | 乾隆十七年（1752年）   | 乾隆十七年（1752年）   | 馬佳氏，恩貢生。乾隆十七年九月己卯以河南布政使護理，十月丙辰交接命以布政使銜學習河務。 |
| 陳宏謀   | 1696年－1771年  | 汝咨 | 廣西臨桂       | 乾隆十六年（1751年）   | 乾隆十七年（1752年）   | 乾隆十六年十月丁巳自兵部右侍郎右副都御史署理陝甘總督調任；乾隆十七年三月戊寅遷福建巡撫。 |
| 蔣炳     | 1698年－1764年  | 曉滄 | 江蘇常州府武進 | 乾隆十七年（1752年）   | 乾隆二十年（1755年）   | 乾隆十七年四月丁未自兵部左侍郎兼管順天府府尹，改授兵部右侍郎、右副都御史銜調任；乾隆二十年四月癸酉休致。 |
| 圖爾炳阿 | 1709年－1765年  | 景凝 | 滿洲正白旗     | 乾隆二十年（1755年）   | 乾隆二十一年（1756年） | 佟佳氏。乾隆二十年五月辛卯由河南布政使加兵部右侍郎、右副都御史銜升任；乾隆二十一年十一月辛亥命先行辦理軍需事務，事畢遷湖南巡撫。 |
| 蔣炳     | 1698年－1764年  | 曉滄 | 江蘇常州府武進 | 乾隆二十一年（1756年） | 乾隆二十一年（1756年） | 十一月壬子命復起再署河南巡撫，十二月丙子改調署湖南巡撫，俟服闕日期滿實授。 |
| 圖爾炳阿 | 1709年－1765年  | 景凝 | 滿洲正白旗     | 乾隆二十一年（1756年） | 乾隆二十二年（1757年） | 佟佳氏。乾隆二十一年十二月丙子命回任；乾隆二十二年四月戊子以“匿災”及審理“段昌緒藏匿逆書”案不力下吏部議奪官，後命留任。六月辛酉召詣京師議處，七月戊戌命往烏里雅蘇臺效力治餉。                                                                             |
| 蔣炳     | 1698年－1764年  | 曉滄 | 江蘇常州府武進 | 乾隆二十二年（1757年） | 乾隆二十二年（1757年） | 未上任。四月己卯自署理湖南巡撫回任，四月壬午旋改命留任，實授湖南巡撫。 |
| 劉慥     | 1707年－1767年  | 君碩 | 雲南永勝       | 乾隆二十二年（1757年） | 乾隆二十二年（1757年） | 乾隆二十二年六月壬戌至七月戊午以河南布政使護理巡撫兼理提督，十月甲子遷山西布政使。 |
| 胡寶瑔   | 1694年－1763年  | 泰舒 | 安徽歙縣       | 乾隆二十二年（1757年） | 乾隆二十五年（1760年） | 乾隆二十二年七月己未自江西巡撫調任述職，加提督銜兼署河南學政。明年六月庚申加太子少傅；乾隆二十五年十二月丙戌遷江西巡撫。 |
| 吳達善   | 1707年－1771年  | 雨民 | 滿洲正紅旗     | 乾隆二十六年（1761年） | 乾隆二十六年（1761年） | 瓜爾佳氏。乾隆二十六年正月辛丑自陝甘總督兼管甘肅巡撫，改調河南巡撫兼管提督事務上任，四月壬辰命遷雲貴總督。 |
| 常鈞     | 1697年－1789年  | 和亭 | 滿洲鑲紅旗     | 乾隆二十六年（1761年） | 乾隆二十六年（1761年） | 葉赫那拉氏，號可園，雍正四年丙午科繙譯舉人。乾隆二十六年五月己亥由倉場侍郎調任。九月癸丑遷江西巡撫。 |
| 胡寶瑔   | 1694年－1763年  | 泰舒 | 安徽歙縣       | 乾隆二十六年（1761年） | 乾隆二十八年（1763年） | 乾隆二十六年九月丁巳自江西巡撫回任；乾隆二十八年正月壬午卒於任。 |
| 輔德     | 1718年－1765年  | 潤生 | 滿洲鑲黃旗     | 乾隆二十八年（1763年） | 乾隆二十八年（1763年） | 富察氏，廕生。乾隆二十八年正月甲申以河南布政使護理巡撫印務，二月甲寅交卸，三月調陞湖北巡撫。 |
| 葉存仁   | 1710年－1764年  | 心一 | 湖北江夏       | 乾隆二十八年（1764年） | 乾隆二十八年（1763年） | 號墨村。乾隆二十八年三月戊午自兼署禮部事刑部右侍郎，加兵部右侍郎、右副都御史銜上任，十一月庚申陞任河東河道總督。 |
| 阿思哈   | 1709年－1776年  | 莊恪 | 滿洲正黃旗     | 乾隆二十八年（1763年） | 乾隆三十四年（1769年） | 薩克達氏，貢生。乾隆二十八年十二月乙未自廣東巡撫調任述職。三十三年十二月命調陝西，旋改留任河南；乾隆三十四年六月丙辰陞雲貴總督。 |
| 文綬     | 1710年－1784年  | 玉錦 | 滿洲鑲白旗     | 乾隆三十三年（1768年） | 乾隆三十三年（1768年） | 未上任。富察氏，監生。乾隆三十三年十二月乙丑自哈密辦事大臣調任，十二月壬午旋改任陝西巡撫。 |
| 喀寧阿   | 1718年－1790年  | 頤軒 | 滿洲鑲藍旗     | 乾隆三十四年（1769年） | 乾隆三十四年（1769年） | 未上任。納喇氏，廕生。乾隆三十四年六月丙辰自雲南巡撫加右副都御史銜調任，惟先待後任述職，再往河南履新。冬十月甲子改遷貴州巡撫。 |
| 吳嗣爵   | 1707年－1779年  | 尊一 | 浙江錢塘       | 乾隆三十四年（1769年） | 乾隆三十四年（1769年） | 號樹屏。乾隆三十四年六月丙辰自河東河道總督兼管巡撫事，九月壬寅命往山東會勘挑浚運河一事。 |
| 何煟     | 1698年－1774年  | 謙之 | 浙江山陰       | 乾隆三十四年（1769年） | 乾隆三十四年（1769年） | 乾隆三十四年九月甲辰至十二月庚午以布政使護理巡撫印務。 |
| 富尼漢   | 1711年－1777年  | 尚卿 | 滿洲正黃旗     | 乾隆三十四年（1769年） | 乾隆三十五年（1770年） | 赫舍哩氏，乾隆十八年癸酉科繙譯舉人。乾隆三十四年十二月辛未自安徽巡撫改巡撫河南等處兼節制駐防滿營提督調任；乾隆三十五年三月戊戌召入京。四月丁卯降補湖北布政使。                                                                                           |
| 何煟     | 1698年－1774年  | 謙之 | 浙江山陰       | 乾隆三十五年（1770年） | 乾隆三十五年（1770年） | 乾隆三十五年三月己亥至五月乙巳再以布政使護理巡撫印務。 |
| 永德     | 約1716—1784年   | 玉亭 | 滿洲正藍旗     | 乾隆三十五年（1770年） | 乾隆三十六年（1771年） | 覺羅氏，例貢生。乾隆三十五年閏五月丙午以兵部右侍郎兼右副都御史，自江蘇巡撫調任述職；乾隆三十六年五月辛丑遷湖南巡撫。 |
| 何煟     | 1698年－1774年  | 謙之 | 浙江山陰       | 乾隆三十六年（1771年） | 乾隆三十九年（1774年） | 例監生。乾隆三十六年五月壬寅由河南布政使升任，並兼管山東河道事務及河南河北兩岸河工事務。三十八年三月賞花翎與黃馬褂；乾隆三十九年正月丙子加總督銜、二月乙酉再加兵部尚書銜，十月丙午卒於任。                                                               |
| 榮柱     | 1728年－1802年  | 鐵齋 | 滿洲正白旗     | 乾隆三十九年（1774年） | 乾隆三十九年（1774年） | 伊爾根覺羅氏。乾隆三十九年十月丁未至十一月己卯以河南按察使護理巡撫兼提督銜。 |
| 徐績     | 1725年－1811年  | 毅齋 | 奉天錦州       | 乾隆三十九年（1774年） | 乾隆四十三年（1778年） | 漢軍正藍旗，號樹峯，例監生。乾隆三十九年十二月庚辰以兵部右侍郎兼右副都御史，自山東巡撫調任兼提督銜；四十三年正月戊辰調任禮部左侍郎。 |
| 榮柱     | 1728年－1802年  | 鐵齋 | 滿洲正白旗     | 乾隆四十三年（1778年） | 乾隆四十三年（1778年） | 伊爾根覺羅氏。乾隆四十三年正月己巳至二月庚申以河南布政使護理巡撫兼提督銜。 |
| 鄭大進   | 1709年—1782年   | 謙基 | 廣東揭陽       | 乾隆四十三年（1778年） | 乾隆四十四年（1779年） | 號退谷。四十三年三月辛酉由貴州 布政使升任述職，隔年正月丙戌遷湖北巡撫。 |
| 陳輝祖   | 1733年—1783年   | 孝蘊 | 湖南祁陽       | 乾隆四十四年（1779年） | 乾隆四十四年（1779年） | 乾隆四十四年二月自江蘇巡撫調任；十二月辛未命陞河東河道總督。 |
| 榮柱     | 1728年－1802年  | 鐵齋 | 滿洲正白旗     | 乾隆四十四年（1779年） | 乾隆四十五年（1780年） | 伊爾根覺羅氏，號采芝生，監生。乾隆四十四年十二月癸酉由河南布政使升任，隔年四月丁卯遷盛京刑部侍郎。 |
| 楊魁     | 1730年－1782年  | 梅村 | 奉天海城       | 乾隆四十五年（1780年） | 乾隆四十五年（1780年） | 漢軍正黃旗。五月甲申自陝西巡撫調任述職，十月戊申入京任工部侍郎。 |
| 雅德     | 1732年－1801年  | 潔軒 | 滿洲正紅旗     | 乾隆四十五年（1780年） | 乾隆四十六年（1781年） | 瓜爾佳氏，監生。乾隆四十五年十月壬戌以兵部右侍郎兼右副都御史，自陝西巡撫調任述職；乾隆四十六年二月己巳遷山西巡撫。 |
| 諾穆親   | 1706年－1795年  | 平公 | 滿洲正藍旗     | 乾隆四十六年（1781年） | 乾隆四十六年（1781年） | 葉赫那拉氏，乾隆十七年壬申恩科繙譯進士。乾隆四十六年二月庚午至三月戊子以管理錢法事務工部右侍郎署理。 |
| 富勒渾   | 1724年—1795年   | 惠堂 | 滿洲鑲白旗     | 乾隆四十六年（1781年） | 乾隆四十七年（1782年） | 章佳氏，乾隆二十一年丙子科繙譯舉人。四月甲辰自閩浙總督降補；乾隆四十七年九月辛亥回陞閩浙總督。 |
| 李世傑   | 1716年－1794年  | 漢三 | 貴州黔西       | 乾隆四十七年（1782年） | 乾隆四十八年（1783年） | 號雲巖，例監生。乾隆四十七年十月癸酉自湖南巡撫調任；乾隆四十八年四月辛巳陞任四川總督。 |
| 何裕城   | 1726年－1790年  | 福天 | 浙江山陰       | 乾隆四十八年（1783年） | 乾隆五十年（1785年）   | 號惺庵，貢生，前巡撫何煟之子。乾隆四十八年五月壬辰自署理河東河道總督調任；乾隆五十年二月辛卯遷陝西巡撫。 |
| 畢沅     | 1730年－1797年  | 纕蘅 | 江南鎮洋       | 乾隆五十年（1785年）   | 乾隆五十一年（1786年） | 號秋帆。乾隆五十年三月壬子自陝西巡撫加提督銜調任述職；乾隆五十一年六月辛丑調署湖廣總督。 |
| 江蘭     | 1739年－1807年  | 芳谷 | 安徽 徽州歙縣  | 乾隆五十一年（1786年） | 乾隆五十一年（1786年） | 號畹香，貢生。乾隆五十一年七月戊申由河南布政使升任，十月丁未以罪降河南布政使。 |
| 畢沅     | 1730年－1797年  | 纕蘅 | 江南鎮洋       | 乾隆五十一年（1786年） | 乾隆五十三年（1788年） | 號秋帆。十月丁巳回任；乾隆五十三年七月戊寅陞授湖廣總督。 |
| 惠齡     | 1743年－1804年  | 椿亭 | 蒙古正白旗     | 乾隆五十三年（1788年） | 乾隆五十三年（1788年） | 薩爾圖克氏，號瑤圃，繙書房繙譯官。乾隆五十三年七月辛巳由署理正藍旗滿洲副都統兼管太常寺事務調署河南。八月戊午遷湖北巡撫。 |
| 伍拉納   | 1740年－1795年  | 淳茗 | 滿洲正紅旗     | 乾隆五十三年（1788年） | 乾隆五十四年（1789年） | 覺羅氏，繙譯生員。乾隆五十三年九月壬戌由福建布政使升任，五十四年正月癸未遷閩浙總督。 |
| 梁肯堂   | 1717年－1801年  | 構亭 | 浙江錢塘       | 乾隆五十四年（1789年） | 乾隆五十五年（1790年） | 號春淙，乾隆二十一年丙子科舉人。乾隆五十四年正月丙戌由直隸布政使署理巡撫兼提督銜調任。三月加兵部右侍郎、右副都御史銜實授；乾隆五十五年二月乙亥陞直隸總督。                                                                                               |
| 穆和藺   | 1729年－1796年  | 蒿菴 | 滿洲正黃旗     | 乾隆五十五年（1790年） | 乾隆五十九年（1794年） | 烏雅氏，乾隆十二年丁卯科舉人。乾隆五十五年三月乙酉自兵部右侍郎兼右副都御史巡撫安徽調任；乾隆五十九年八月甲戌命遷山東巡撫，旋改留任。十一月甲辰因褫職，發配烏魯木齊效力自贖。                                                                             |
| 福寧     | 1739年－1814年  | 君揖 | 滿洲鑲藍旗     | 乾隆五十九年（1794年） | 乾隆五十九年（1794年） | 未上任。伊爾根覺羅氏，繙譯生員。乾隆五十五年八月甲戌自山東巡撫調任、兼提督銜，八月甲申改陞湖廣總督。 |
| 阿精阿   | 1735年－1798年  | 纯齋 | 滿洲正紅旗     | 乾隆五十九年（1794年） | 乾隆六十年（1795年）   | 蘇完瓜爾佳氏，例監生。乾隆五十九年十二月丙辰自刑部右侍郎調任，兼正白旗漢軍副都統；乾隆六十年五月甲子遷刑部左侍郎暨順天鄉試監臨官。 |

### 清朝（嘉慶～道光年間）
| 姓名   | 生卒年        | 字   | 籍贯           | 出任年                  | 卸任年                 | 备注 |
| ------ | ------------- | ---- | -------------- | ----------------------- | ---------------------- | --- |
| 景安   | 1744年—1823年 | 億山 | 滿洲鑲紅旗     | 乾隆六十年（1795年）    | 嘉慶三年（1798年）     | 鈕祜祿氏，官學生。乾隆六十年五月壬申自兼管錢法堂、光祿寺、右翼鐵匠營、正黃旗新營房、右翼幼官學等事務戶部右侍郎，改兵部右侍郎兼右副都御史，加太子少保、提督銜上任。嘉慶二年二月辛巳因擒剿淅川、内鄉未及起事教匪有功，賞雙眼花翎、晉封三等勤宣伯；三年三月癸酉陞湖廣總督。 |
| 倭什布 | 1737年—1810年 | 喬庵 | 滿洲正紅旗     | 嘉慶三年（1798年）      | 嘉慶四年（1799年）     | 瓜爾佳氏，戶部筆帖式。嘉慶三年四月乙未自山西巡撫調任述職；嘉慶四年三月庚午陞任湖廣總督。 |
| 吳熊光 | 1750年—1833年 | 槐江 | 江蘇蘇州府昭文 | 嘉慶四年（1799年）      | 嘉慶六年（1801年）     | 乾隆三十七年會試中正榜。嘉慶四年四月己丑由直隸布政使加兵部右侍郎兼右副都御史銜、賞戴花翎升任；嘉慶六年四月壬戌陞任湖廣總督。 |
| 顏檢   | 1757年—1833年 | 惺甫 | 廣東連平       | 嘉慶六年（1801年）      | 嘉慶七年（1802年）     | 嘉慶六年五月丙子由護理總督印務直隸布政使升任；嘉慶七年四月戊申陞任直隸總督。 |
| 馬慧裕 | 1746年—1816年 | 朗山 | 奉天府鐵嶺     | 嘉慶七年（1802年）      | 嘉慶十二年（1807年）   | 號朝曦，漢軍正黃旗人。嘉慶七年四月丁卯自湖南巡撫調任；嘉慶十二年十二月癸未陞任內閣學士兼禮部侍郎。 |
| 溫承惠 | 1755年—1832年 | 景僑 | 山西太谷       | 嘉慶九年（1804年）      | 嘉慶九年（1804年）     | 號慎餘，拔貢。嘉慶九年七月辛丑至九月甲寅因巡撫出督河工，以河南布政使護理巡撫兼提督。 |
| 阮元   | 1764年—1849年 | 伯元 | 江蘇儀征       | 嘉慶十二年（1807年）    | 嘉慶十二年（1807年）   | 未上任。嘉慶十二年十一月甲寅因服闋期滿，命署河南巡撫兼理河道，十二月癸未改遷浙江巡撫。 |
| 清安泰 | 約1746—1809年 | 平階 | 滿洲鑲黃旗     | 嘉慶十三年（1808年）    | 嘉慶十四年（1809年）   | 費莫氏。嘉慶十三年正月戊午自浙江巡撫調任；嘉慶十四年五月丁亥卒於任，命以布政使錢楷護理巡撫交接事務。 |
| 恩長   | 1749年—1816年 | 吉卿 | 滿洲鑲藍旗     | 嘉慶十四年（1809年）    | 嘉慶十六年（1811年）   | 覺爾察氏，官學生。嘉慶十四年六月戊午自廣西巡撫，加兵部右侍郎、提督兼右副都御史銜調任述職；嘉慶十六年五月乙未因“南陽府劫匪案”失職，罷官。六月甲子入京降補三等侍衛。 |
| 錢楷   | 1760年—1812年 | 宗範 | 浙江嘉興       | 嘉慶十六年（1811年）    | 嘉慶十六年（1811年）   | 號裴山。嘉慶十六年六月己酉自戶部右侍郎兼管錢法堂事務調署；七月戊寅補授工部左侍郎，壬午旋改調安徽巡撫。 |
| 長齡   | 1758年—1838年 | 懋亭 | 蒙古正白旗     | 嘉慶十六年（1811年）    | 嘉慶十八年（1813年）   | 薩爾圖克氏，前任巡撫惠齡之弟，蒙古繙譯生員。八月丁未自三等侍衛銜烏里雅蘇台參贊大臣調任；嘉慶十八年七月甲申遷烏魯木齊都統。 |
| 高杞   | 1748年—1826年 | 孟蟾 | 滿洲鑲黃旗     | 嘉慶十八年（1813年）    | 嘉慶十八年（1813年）   | 高佳氏，監生。嘉慶十八年七月己丑自候任熱河都統署理，九月戊寅命率軍往滑縣、浚縣討伐天理教叛亂。十二月亂平，以功賞頭等輕車都尉銜。 |
| 台斐音 | 1750年—1815年 | 英保 | 蒙古正黃旗     | 嘉慶十八年（1813年）    | 嘉慶十八年（1813年）   | 包國羅特氏，乾隆四十四年己亥恩科繙譯舉人。嘉慶十八年九月己卯至十月壬戌以賞三品頂戴河南布政使護理巡撫印務，並往睢州賑災。 |
| 方受疇 | 1754年—1822年 | 次耕 | 安徽桐城       | 嘉慶十八年（1813年）    | 嘉慶二十一年（1816年） | 嘉慶十八年七月乙酉自浙江巡撫調任，兼理河道。旋賞假回籍，至十一月甲子始到任；嘉慶二十一年六月戊寅陞任直隸總督。 |
| 阮元   | 1764年—1849年 | 伯元 | 江蘇儀征       | 嘉慶二十一年（1816年）  | 嘉慶二十一年（1816年） | 嘉慶二十一年閏六月戊戌自江西巡撫調任，十一月壬子陞任湖廣總督。 |
| 吳邦慶 | 1768年—1848年 | 霽峰 | 直隸霸州       | 嘉慶二十一年（1816年）  | 嘉慶二十二年（1817年） | 號景唐。嘉慶二十一年十一月癸丑至二十二年一月癸酉以河南布政使護理。 |
| 文寧   | 1765年—1823年 | 蔚艾 | 滿洲正白旗     | 嘉慶二十二年（1817年）  | 嘉慶二十二年（1817年） | 他他拉氏。嘉慶二十二年二月乙亥自貴州巡撫調任，十二月丙申以“縱容家人需索站規”，命來京聽候部議。 |
| 和舜武 | 1758年—1819年 | 恭慎 | 滿洲鑲藍旗     | 嘉慶二十三年（1818年）  | 嘉慶二十三年（1818年） | 伊拉里氏，官學生。嘉慶二十三年正月己亥自山西巡撫調任，四月丁亥命遷山東巡撫，五月丁巳離任。 |
| 吳璥   | 1747年—1822年 | 式如 | 浙江錢塘       | 嘉慶二十三年（1818年）  | 嘉慶二十三年（1818年） | 嘉慶二十三年六月庚辰自刑部尚書調署，查勘武涉河工。九月甲寅回京署吏部尚書。 |
| 陳若霖 | 1759年—1832年 | 宗覲 | 福建閩縣       | 嘉慶二十三年（1818年）  | 嘉慶二十四年（1819年） | 號望坡。二十三年九月乙卯自廣東巡撫調任視事；嘉慶二十四年三月丙午遷浙江巡撫。 |
| 琦善   | 1790年—1854年 | 靜庵 | 滿洲正黃旗     | 嘉慶二十四年（1819年）  | 嘉慶二十五年（1820年） | 博爾濟吉特氏。嘉慶二十四年三月庚申由河南布政使，加主事銜升任；嘉慶二十五年三月甲申入京改授刑部主事。 |
| 那彥寶 | 1762年—1843年 | 叔原 | 滿洲正白旗     | 嘉慶二十五年（1820年）  | 嘉慶二十五年（1820年） | 章佳氏，文生員。嘉慶二十五年三月乙酉自內閣學士兼任署理。四月辛亥遷理藩院右侍郎兼鑲藍旗蒙古副都統。 |
| 姚祖同 | 1762年—1842年 | 亮甫 | 浙江錢塘       | 嘉慶二十五年（1820年）  | 道光二年（1822年）     | 乾隆四十九年甲辰科舉人。嘉慶二十五年五月丙辰自安徽巡撫調任述職；道光二年七月甲申著來京以四品京堂候補，任太常寺少卿。 |
| 王鼎   | 1768年—1842年 | 定九 | 陝西蒲城       | 道光二年（1822年）      | 道光二年（1822年）     | 道光二年七月乙酉至八月癸亥以都察院左都御史暫署河南巡撫。 |
| 程祖洛 | 1776年—1848年 | 汶源 | 安徽歙縣       | 道光二年（1822年）      | 道光七年（1827年）     | 道光二年八月甲子自陝西巡撫調任述職；道光七年九月庚午丁母憂服闋。 |
| 楊國楨 | 1782年—1849年 | 海梁 | 四川崇慶       | 道光七年（1827年）      | 道光十四年（1834年）   | 廩生，嘉慶九年甲子科舉人。道光七年十月癸酉以河南布政使，加提督銜升任；道光十四年七月壬午襲侯爵，丁父憂，服闋。 |
| 栗毓美 | 1778年—1840年 | 含輝 | 山西渾源       | 道光十四年（1834年）    | 道光十四年（1834年）   | 嘉慶七年貢生。道光十四年八月丙午以河南布政使升署，十一月乙丑陞任河東河道總督。 |
| 桂良   | 1785年—1862年 | 燕山 | 滿洲正紅旗     | 道光十四年（1834年）    | 道光十九年（1839年）   | 瓜爾佳氏，閩浙總督玉德子，貢生。道光十四年十一月壬申以護理巡撫江西布政使升任；道光十九年三月乙巳命陞湖廣總督，六月辛卯改閩浙總督，十二月甲申再遷雲貴總督授任。 |
| 朱澍   | 1780年—1863年 | 沛雲 | 貴州貴築       | 道光十九年（1839年）    | 道光十九年（1839年）   | 廕生，又名樹。道光十九年三月丁未以河南布政使升任，四月丁丑陞任漕運總督。 |
| 周天爵 | 1775年—1853年 | 敬修 | 山東東阿       | 道光十九年（1839年）    | 道光十九年（1839年）   | 道光十九年四月丙戌自漕運總督調任兼署湖廣總督，六月丙寅命遷閩浙總督，六月辛卯旋改實授湖廣總督。 |
| 牛鑑   | 1785年—1858年 | 鏡堂 | 甘肅武威       | 道光十九年（1839年）    | 道光二十一年（1841年） | 六月乙亥以布政使兼署江蘇巡撫調任。道光二十年三月至四月兼署河東河道總督；道光二十一年九月乙卯調署兩江總督。 |
| 鄂順安 | 1793年—1874年 | 興義 | 滿洲正紅旗     | 道光二十一年（1841年）  | 道光二十八年（1848年） | 鄂拖氏，滿洲繙譯生員。道光二十一年九月辛酉以河南布政使升署，二十三年實授，七月乙酉兼署河東河道總督；道光二十八年八月丁巳於“辦理賑務及賈魯河鉅工，未能妥善”，同布政使王簡、按察使吳式芬照部議革職，後入京任藍翎侍衛。                                                     |
| 楊鍾祥 | 1782年—1849年 | 雲亭 | 奉天府盛京     | 道光二十八年（1848年）  | 道光二十八年（1848年） | 內務府旗人，隸漢軍鑲黃旗。道光二十八年八月戊午至九月辛卯自河東河道總督兼管。 |
| 潘鐸   | 1793年—1863年 | 木君 | 南京江寧       | 道光 二十八年（1848年） | 咸豐元年（1851年）     | 道光二十八年九月壬辰以山西布政使調任；咸豐元年八月癸亥“坐所薦陳州知府黃慶安犯贓”，降二級調用山西按察使。 |
| 嚴良訓 | 1790年—1852年 | 迪甫 | 江蘇蘇州府吳縣 | 道光二十九年（1849年）  | 道光三十年（1850年）   | 道光二十九年十一月甲午至三十年正月甲寅因巡撫來京入覲，以河南布政使護理印務。 |

### 清朝（咸豐～宣統年間）
| 姓名     | 生卒年         | 字   | 籍贯           | 出任年                 | 卸任年                 | 备注 |
| -------- | -------------- | ---- | -------------- | ---------------------- | ---------------------- | --- |
| 蔣霨遠   | 1804年—1860年  | 濂生 | 奉天府遼陽     | 咸豐元年（1851年）     | 咸豐元年（1851年）     | 諡勤慤，隸漢軍鑲紅旗。咸豐元年八月甲子至九月庚辰由山西布政使調任河南布政使署理，冬十月庚寅遷貴州巡撫。 |
| 李僡     | 1790年—1853年  | 惠人 | 陝西華陰       | 咸豐元年（1851年）     | 咸豐二年（1852年）     | 號鳳山。咸豐元年九月辛巳以甘肅布政使、加右副都御史銜、賞戴花翎升任；咸豐二年二月丁亥命遷山東巡撫，候代至四月己酉交接履新。 |
| 栢貴     | 1793年—1859年  | 雨田 | 蒙古正黃旗     | 咸豐二年（1852年）     | 咸豐二年（1852年）     | 額哲忒氏，嘉慶二十四年己卯科舉人。未上任。咸豐二年二月戊子以廣東布政使升任，四月旋改署廣東巡撫，隔年十二月實授。 |
| 陸應穀   | 1804年—1857年  | 樹嘉 | 雲南蒙自       | 咸豐二年（1852年）     | 咸豐二年（1852年）     | 一字稼堂。咸豐二年四月庚戌自刑部右侍郎暨各省鄉試覆試閱卷大臣調署，十一月戊午命來京署戶部右侍郎兼管錢法堂事務。旋因太平軍攻入湖北、進逼河南，遂赴南陽協防兩省交界。                                                                                       |
| 琦善     | 1790年—1854年  | 靜庵 | 滿洲正黃旗     | 咸豐二年（1852年）     | 咸豐二年（1852年）     | 博爾濟吉特氏。咸豐二年十一月辛酉以謫戍吉林前陝甘總督賞六品頂戴起用，旋賞三品頂戴署任。十一月辛未再賞二品頂戴，十二月丙戌授欽差大臣往信陽專辦河南防務，抵禦太平軍入境。                                                                                   |
| 陸應穀   | 1804年—1857年  | 樹嘉 | 雲南蒙自       | 咸豐二年（1852年）     | 咸豐三年（1853年）     | 十二月己亥升任實授巡撫；咸豐三年十二月丙寅因太平軍由山西複入河南，致歸德、武安、涉縣失守，並擾及直隸地方。不能先事預防，咎實難辭。著革職即行來京，降直隸按察使。                                                                                         |
| 英桂     | 1821年—1879年  | 香巖 | 滿洲正藍旗     | 咸豐三年（1853年）     | 咸豐八年（1858年）     | 赫舍哩氏，道光元年辛巳科繙譯舉人。咸豐三年冬十月丁丑由山東按察使升任。咸豐四年三月甲子因病賞假兩個月；咸豐八年八月壬戌陞任山西巡撫。 |
| 鄭敦謹   | 1803年—1885年  | 小山 | 湖南長沙       | 咸豐四年（1854年）     | 咸豐四年（1854年）     | 咸豐四年三月乙丑至五月己未以河南布政使署理巡撫。 |
| 鄭瑛棨   | 1806年—1878年  | 蘭坡 | 奉天府盛京     | 咸豐八年（1858年）     | 咸豐八年（1858年）     | 隸內務府漢軍正白旗人，蔭生。咸豐八年八月癸亥至十月辛酉以河南布政使署理。 |
| 恒福     | 1808年—1862年  | 恭勤 | 蒙古鑲黄旗     | 咸豐八年（1858年）     | 咸豐九年（1859年）     | 額勒德特氏，一品廕生。咸豐八年十月癸亥自山西巡撫調任；咸豐九年二月壬戌命陞直隸總督，三月丙戍交接履新。 |
| 鄭瑛棨   | 1806年—1878年  | 蘭坡 | 奉天府盛京     | 咸豐九年（1859年）     | 咸豐十年（1860年）     | 隸內務府漢軍正白旗人，蔭生。咸豐九年三月壬辰以河南布政使升任，並兼署河東河道總督；咸豐十年正月丁丑因歷年欠解京餉為數甚鉅，節經户部奏咨飛催仍任意延宕。同河南布政使祥裕議處帶降二級，並降補陝西按察使兼署布政使。                                         |
| 慶廉     | 約1811～1862年 | 雲浦 | 滿洲鑲藍旗     | 咸豐十年（1860年）     | 咸豐十年（1860年）     | 西林覺羅氏，監生。咸豐十年二月丙申以陝西布政使，加兵部右侍郎兼右副都御史銜升任。八月己卯英法聯軍攻陷天津大沽砲臺，進逼北京。命帶兵赴京勤王，與北方各省督撫聯軍合剿；旋因省境捻亂嚴重，改奉命督剿捻軍。十月庚辰因瀆職交部議處，降為三品頂戴遷江西布政使。 |
| 賈臻     | 1809年—1868年  | 運生 | 直隸河間府故城 | 咸豐十年（1860年）     | 咸豐十年（1860年）     | 號退厓。咸豐十年八月壬午由河南布政使署理。十月庚辰因與慶廉不和互參，降為三品頂戴遷安徽布政使。 |
| 黃贊湯   | 1805年—1869年  | 徵三 | 江西廬陵       | 咸豐十年（1860年）     | 咸豐十年（1860年）     | 號莘農。咸豐十年十月辛巳至十二月己丑自河東河道總督兼管。 |
| 嚴樹森   | 1814年—1876年  | 渭春 | 四川新繁       | 咸豐十一年（1861年）   | 咸豐十一年（1861年）   | 道光二十年庚子科舉人。咸豐十一年春正月庚寅由湖北布政使升任。十二月丁丑遷湖北巡撫。 |
| 鄭元善   | 1799年—1878年  | 體仁 | 直隸廣宗       | 同治元年（1862年）     | 同治元年（1862年）     | 號松峰。同治元年正月甲午以河南布政使加兵部右侍郎兼右副都御史升任。十一月丁丑因剿匪失策降補道員。 |
| 張之萬   | 1810年—1897年  | 子清 | 直隸南皮       | 同治元年（1862年）     | 同治四年（1865年）     | 同治元年十二月戊子自吏部左侍郎暨管理戶部三庫事務大臣調署，隔年正月戊申實授；同治四年四月己巳陞署河東河道總督。 |
| 吳昌壽   | 1810年—1867年  | 仁甫 | 浙江嘉興       | 同治四年（1865年）     | 同治五年（1866年）     | 號少川。同治四年五月乙未自湖北巡撫，加兵部右侍郎兼右副都御史調任；同治五年正月丙戌降補河南按察使，十一月丙寅陞廣東布政使。 |
| 李鶴年   | 1827年—1890年  | 子和 | 奉天義州       | 同治五年（1866年）     | 同治十年（1871年）     | 同治五年二月辛卯自巡撫湖北兵部右侍郎兼右副都御史，賞加頭品頂戴調任；同治十年十一月己丑陞任閩浙總督。 |
| 錢鼎銘   | 1824年—1875年  | 新之 | 江蘇太倉       | 同治十年（1871年）     | 光緒元年（1875年）     | 號調甫，晚號定舫，道光二十六年丙午科舉人。同治十年十二月丙辰自直隸布政使加兵部右侍郎兼左副都御史銜調任；同治十三年加授光祿大夫、振威將軍，光緒元年五月甲子卒於任。                                                                                       |
| 劉齊銜   | 1815年—1878年  | 冰如 | 福建福州       | 光緒元年（1875年）     | 光緒元年（1875年）     | 監生。光緒元年六月丙寅由河南布政使升任署理，九月癸亥致仕。 |
| 李慶翱   | 1811年—1889年  | 曉湘 | 山東歷城       | 光緒元年（1875年）     | 光緒三年（1877年）     | 光緒元年冬十月甲子由山西布政使升任；光緒三年十一月辛酉被以地方報災事延遲與布政使同時被議，降三級調用，遂解職歸里。 |
| 李鶴年   | 1827年—1890年  | 子和 | 奉天義州       | 光緒三年（1877年）     | 光緒四年（1877年）     | 光緒三年十一月壬戌至光緒四年三月癸卯自河東河道總督兼管巡撫。 |
| 塗宗瀛   | 1812年—1894年  | 朗軒 | 安徽六安       | 光緒四年（1878年）     | 光緒七年（1881年）     | 光緒四年三月甲辰自廣西巡撫調任；光緒七年二月癸卯遷湖南巡撫。 |
| 李鶴年   | 1827年—1890年  | 子和 | 奉天義州       | 光緒七年（1881年）     | 光緒九年（1883年）     | 光緒七年二月甲辰再以河東河道總督兼管，七月己未加兵部尚書、右都御史銜專任實授；光緒九年二月庚辰因於“王樹汶冤案”抑不能據實平反，革職閑住。 |
| 覺羅成孚 | 1834年—1895年  | 嘉甫 | 滿洲正紅旗     | 光緒九年（1883年）     | 光緒九年（1883年）     | 號子鶴，覺羅氏，監生。光緒九年三月辛卯至七月辛亥以河南布政使護理，十二月戊辰陞任河東河道總督。 |
| 鹿傳霖   | 1836年—1910年  | 滋軒 | 直隸定興       | 光緒九年（1883年）     | 光緒十一年（1885年）   | 光緒九年七月壬子由四川布政使升任；光緒十一年四月甲午命遷陝西巡撫。 |
| 孫鳳翔   | 1823年—1887年  | 文起 | 山東濰縣       | 光緒十一年（1885年）   | 光緒十一年（1885年）   | 號棣園。光緒十一年五月己亥至十二月壬辰以河南布政使護理。 |
| 邊寶泉   | 1831年—1898年  | 潤民 | 直隸任丘       | 光緒十一年（1885年）   | 光緒十三年（1887年）   | 隸漢軍鑲紅旗。光緒十一年春正月乙未自陝西巡撫調任；光緒十三年五月戊午因病解職。 |
| 倪文蔚   | 1823年—1890年  | 豹岑 | 安徽望江       | 光緒十三年（1887年）   | 光緒十六年（1890年）   | 號茂甫。光緒十三年六月丁亥自前廣東巡撫調任。十五年十一月戊午兼理河南學政。十六年春正月癸亥兼署河東河道總督，六月丙辰卒於任。 |
| 廖壽豐   | 1836年—1901年  | 穀似 | 上海嘉定       | 光緒十六年（1890年）   | 光緒十六年（1890年）   | 光緒十六年六月丁巳至八月丁卯以河南布政使護理，年底陞授浙江巡撫。 |
| 裕寬     | 1830年—1902年  | 澤生 | 滿洲鑲紅旗     | 光緒十六年（1890年）   | 光緒二十年（1894年）   | 庫雅拉氏，官學廕生。光緒十六年九月戊辰自前廣東巡撫；二十年七月戊子入京祝壽。十一月乙亥開缺候用。 |
| 劉樹堂   | 1831年—1904年  | 景韓 | 雲南保山       | 光緒二十年（1894年）   | 光緒二十四年（1898年） | 廩生。光緒二十年七月庚寅由河南布政使署理，十一月丁丑實授。二十一年十二月戊辰至二十二年春正月庚戌兼署河東河道總督；光緒二十四年九月庚辰命遷浙江巡撫。 |
| 裕長     | 1840年—1900年  | 壽泉 | 滿洲正白旗     | 光緒二十四年（1898年） | 光緒二十六年（1900年） | 喜塔臘氏，監生。光緒二十四年冬十月辛巳江甯布政使；光緒二十五年二月至四月回京入覲；光緒二十六年二月甲戌兼署河東河道總督一個月。九月戊戌遷湖北巡撫，旋改留京候用，未幾病逝。                                                                               |
| 景星     | 1837年—1910年  | 雲伯 | 滿洲鑲白旗     | 光緒二十五年（1899年） | 光緒二十五年（1899年） | 索綽絡氏，號月汀，二品蔭生賞舉人。光緒二十五年二月辛卯以河南布政使護理，四月壬寅調陞江西巡撫。 |
| 任道鎔   | 1823年—1906年  | 礪甫 | 江蘇宜興       | 光緒二十六年（1900年） | 光緒二十六年（1900年） | 號筱沅。光緒二十六年十月乙巳至十一月庚寅自河東河道總督兼管。 |
| 于蔭霖   | 1838年—1904年  | 芝塘 | 吉林伯都訥     | 光緒二十六年（1900年） | 光緒二十七年（1901年） | 光緒二十六年冬十一月辛卯自湖北巡撫調任；光緒二十七年春正月庚辰再遷湖北巡撫，二月壬子旋改授廣西巡撫。 |
| 松壽     | 1849年—1911年  | 鶴齡 | 滿洲正白旗     | 光緒二十七年（1901年） | 光緒二十七年（1901年） | 佟佳氏，廕生。光緒二十七年三月丁卯自江蘇巡撫調任；十月壬申隨扈進京。光緒二十八年正月庚辰署兵部左侍郎 ，夏四月癸巳任工部左侍郎。 |
| 錫良     | 1853年—1917年  | 清弼 | 蒙古鑲藍旗     | 光緒二十七年（1901年） | 光緒二十八年（1902年） | 巴岳特氏。光緒二十七年冬十月壬申自河東河道總督兼署，二十八年正月乙酉專任巡撫並兼管河工事務。十月丙辰遷熱河都統。 |
| 張人駿   | 1846年—1927年  | 千里 | 直隸豐潤       | 光緒二十八年（1902年） | 光緒二十九年（1903年） | 光緒二十八年十一月丁巳自山東巡撫調任，並管理河工事務，光緒二十九年三月丙子知貢舉，閏五月甲申事畢遷廣東巡撫。 |
| 陳夔龍   | 1857年—1948年  | 筱石 | 江西崇仁       | 光緒二十九年（1903年） | 光緒三十二年（1906年） | 光緒二十九年六月癸丑自漕運總督降補，並管理河工事務；光緒三十二年正月壬辰知貢舉，正月癸巳事畢命遷江蘇巡撫，至二月甲子離任。 |
| 瑞良     | 1862年—1938年  | 鼎臣 | 滿洲正黄旗     | 光緒三十二年（1906年） | 光緒三十二年（1906年） | 富察氏，監生。光緒三十二年二月乙丑至夏閏四月丙申以河南布政使護理，十二月癸亥陞江西巡撫。 |
| 張人駿   | 1846年—1927年  | 千里 | 直隸豐潤       | 光緒三十二年（1906年） | 光緒三十三年（1907年） | 光緒三十二年五月丁酉自山西巡撫回任；三十三年秋七月癸巳陞任兩廣總督。 |
| 袁大化   | 1851年—1935年  | 杏南 | 安徽渦陽       | 光緒三十三年（1907年） | 光緒三十三年（1907年） | 廩生。光緒三十三年七月甲午至八月癸卯以河南布政使護理，明年二月己未陞署山東巡撫。 |
| 林紹年   | 1849年—1916年  | 贊虞 | 福建福州府閩縣 | 光緒三十三年（1907年） | 光緒三十四年（1908年） | 光緒三十三年九月甲辰自度支部右侍郎調任；光緒三十四年八月丙辰調入京任倉場侍郎。 |
| 朱壽鏞   | 1834年—1915年  | 曼伯 | 江蘇寶應       | 光緒三十四年（1908年） | 光緒三十四年（1908年） | 附貢生，原名朔生，號劍河。光緒三十四年九月癸未冬十月甲寅以河南布政使護理。 |
| 吳重憙   | 1838年—1918年  | 仲飴 | 山東海豐       | 光緒三十四年（1908年） | 宣統二年（1910年）     | 號蓼舸，同治元年壬戌科舉人。光緒三十四年十月乙卯自郵傳部左侍郎調任；宣統二年三月辛酉命調入京候用，四月甲寅交接後致仕。 |
| 寶棻     | 1855年—1913年  | 湘石 | 蒙古正藍旗     | 宣統二年（1910年）     | 宣統三年（1911年）     | 博爾濟吉特氏。宣統二年五月癸卯自江蘇巡撫調任；宣統三年十月丁未因病解職，回京告急。 |
| 齊耀琳   | 1863年—1949年  | 震岩 | 吉林伊通       | 宣統三年（1911年）     | 民國元年（1912年）     | 號雲巖。宣統三年冬十月戊申由河南布政使陞任，十月丙辰兼管安徽巡撫，十二月乙巳改兼任鹽務大臣；民國元年二月清帝退位，河南光復，巡撫改稱都督，候代至三月交卸、回京。                                                                                         |